# Lista de episódios de One Tree Hill

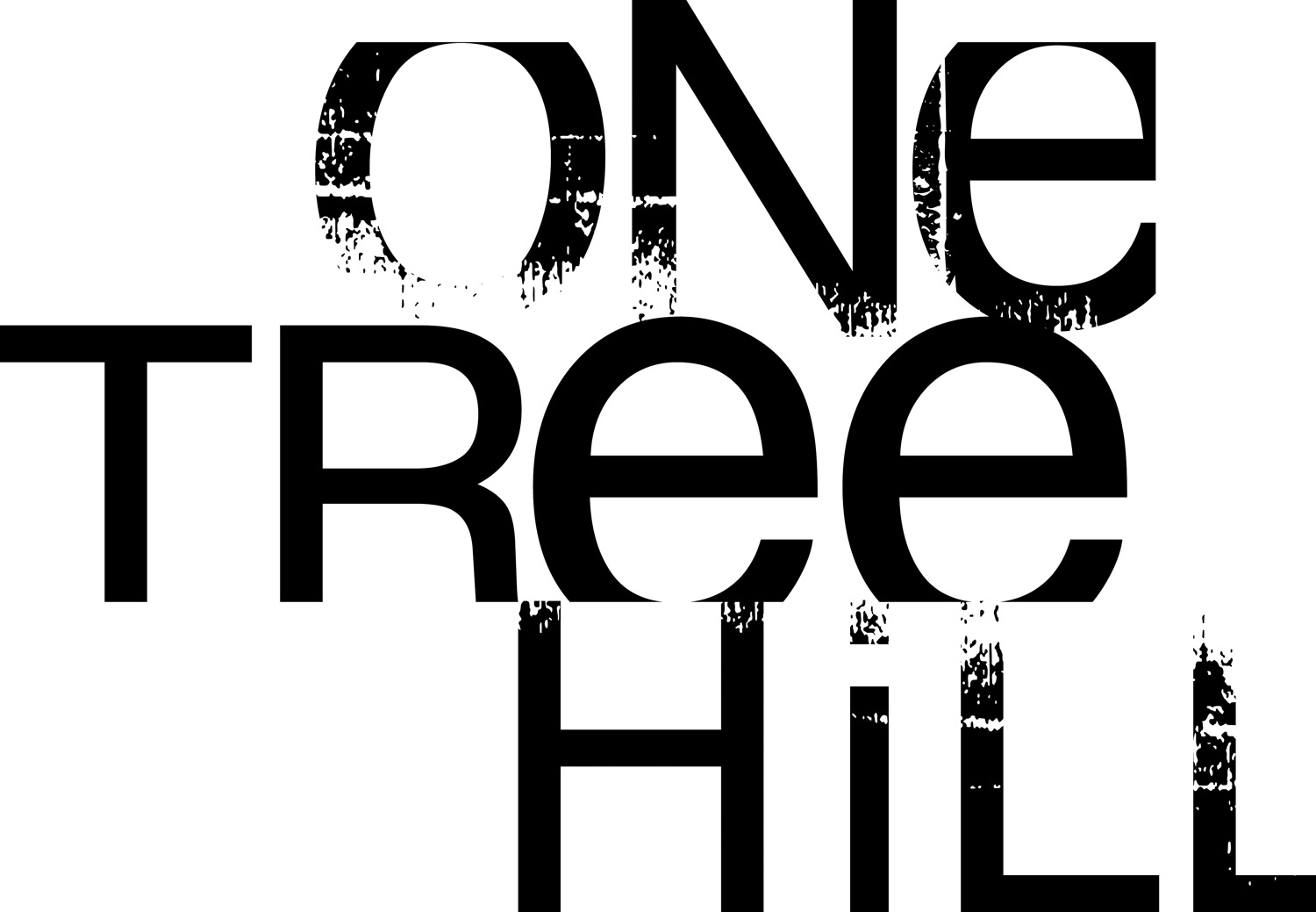

A seguir está uma lista de episódios da série One Tree Hill, uma série de televisão norte-americana, criada por Mark Schwahn, que também escreveu mais de um terço dos episódios, incluindo a estreia e a final de cada temporada. A série foi exibida originalmente pelos canais The WB (2003-2006) e The CW (2006-2012). Foi produzida pela Tollin/Robbins Productions e a Warner Bros. Television. A maioria dos episódios tem títulos de musicas.
A série teve um total de 9 temporadas e 187 episódios.

## Resumo da Série
| Temporada | Temporada | Episódios | Estreia (EUA) | Audiência (EUA) | Lançamentos de DVD     | Lançamentos de DVD     | Lançamentos de DVD      |
| Temporada | Temporada | Episódios | Estreia (EUA) | Audiência (EUA) | Região 1               | Região 2               | Região 4                |
| --------- | --------- | --------- | ------------- | --------------- | ---------------------- | ---------------------- | ----------------------- |
|           | 1         | 22        | 2003-2004     | 3.5 milhões/1.6 | 25 de Janeiro de 2005  | 5 de Setembro de 2005  | 1 de Fevereiro de 2006  |
|           | 2         | 23        | 2004-2005     | 4.3 milhões/1.9 | 13 de Setembro de 2005 | 10 de Abril de 2006    | 6 de Setembro de 2006   |
|           | 3         | 22        | 2005-2006     | 2.8 milhões/1.3 | 26 de Setembro de 2006 | 23 de Outubro de 2006  | 4 de Jullho de 2007     |
|           | 4         | 21        | 2006-2007     | 2.9 milhões/1.3 | 18 de Dezembro de 2007 | 7 de Abril de 2008     | 4 de Junho de 2008      |
|           | 5         | 18        | 2008          | 2.9 milhões/1.3 | 26 de Agosto de 2008   | 6 de Outubro de 2008   | 1 de Abril de 2009      |
|           | 6         | 24        | 2008-2009     | 2.8 milhões/1.4 | 25 de agosto de 2009   | 5 de Outubro de 2009   | 03 fevereiro de 2010    |
|           | 7         | 22        | 2009-2010     | 2.3 milhões/1.1 | 25 de agosto de 2009   | 05 de outubro de 2009  | 03 de fevereiro de 2010 |
|           | 8         | 22        | 2010-2011     | 1.8 milhões/0.9 | 20 de dezembro de 2011 | 07 de novembro de 2011 | 01 de fevereiro de 2012 |
|           | 9         | 13        | 2012          | 1,5 milhões/0.8 | 10 de abril de 2012    | 11 de junho de 2012    | 5 de setembro de 2012   |

## Episódios

### 1.ª temporada 2003–2004
| Episódio | Título                                                                 | Dirigido por          | Escrito por                   | Data de lançamento | Audiência Demo (18-49 anos) |
| --- | ---------------------------------------------------------------------- | --------------------- | ----------------------------- | ------------------ | --------------------------- |
| 1 | "Piloto" "Pilot"                                                       | Brian Gordon          | Mark Schwahn                  | 23/09/2003         | 0.8                         |
| Além do amor pelo basquete, Nathan Scott (James Lafferty) e Lucas Scott (Chad Michael Murray) parecem ter pouco em comum. Gostem ou não, eles são irmãos por parte de pai. Nathan é arrogante e muito seguro de si. Ele foi criado em meio ao luxo e, é a estrela do time de basquete de sua escola. Lucas é inteligente e pacato. Filho único de mãe solteira, ele já se tornou uma lenda do basquete entre os que praticam o jogo nas quadras recreativas da cidade. Depois de crescerem em lados opostos na pequena Tree Hill, na Carolina Norte, o destino arrumou uma maneira de promover o encontro dos dois. O elo entre eles não poderia ser outro, senão a bela Peyton Sawyer (Hilarie Burton). Embora seja a namorada de Nathan, ela acaba sentindo uma forte atração por Lucas. Ao mesmo tempo, as atenções de Nathan começam a se voltar para Haley James (Bethany Joy Lenz), a melhor amiga de Lucas. O pai de Nathan, Dan (Paul Johansson) e a mãe de Lucas, Karen (Moira Kelly) foram namorados nos tempos de escola. Quando Karen engravidou no último ano colegial, Dan decidiu aceitar uma bolsa de estudos e partiu rumo à universidade. Arrasada, Karen se viu sozinha para criar o filho. Dan sonhava em se tornar um astro do basquete, mas acabou fracassando. Anos depois, ele voltou para Tree Hill com a esposa que conheceu na faculdade e um filho a tiracolo - Nathan. Durante a criação de Lucas, Karen sempre contou com a amizade e o apoio de Keith (Craig Sheffer), o irmão mais velho de Dan, que acabou se tornando um pai substituto para o Lucas. Disposto a ajudar o sobrinho, Keith tenta convencer o técnico do time de basquete da escola, Whitey Durham (Barry Corbin) a convidar Lucas para integrar a equipe. O pedido acaba gerando um conflito entre Keith e Nathan e também com o próprio Dan, que se recusa a aceitar Lucas como filho. Disposto a resolver as diferenças com o irmão, Nathan convida Lucas para um duelo nas quadras, caso Nathan vença o jogo, Lucas deve abandonar a ideia de ingressar no time de basquete. Por outro lado, uma vitória faria com que Nathan largasse a equipe. Os dois aparentam ter as mesmas habilidades, entretanto, um deslize de Nathan põe tudo a perder e Lucas consegue vencer a disputa. Nathan acaba não deixando o time, Lucas sabe que a equipe jamais permitiria que isso ocorresse. Então, Nathan e Lucas se tornam companheiros de equipe. |                                                                        |                       |                               |                    |                             |
| 2 | "Os Lugares que se Teme" "The Places You Have Come To Fear The Most"   | Brian Gordon          | Mark Schwahn                  | 30/9/2003          | 1.1                         |
| Lucas falha em seu primeiro jogo e decide sair do time de basquete. Os problemas entre Nathan e Peyton continuam a crescer após Peyton se cansar do jeito que Nathan está tratando Lucas. |                                                                        |                       |                               |                    |                             |
| 3 | "Você é Sincera?" "You are True?"                                      | Michael Grossman      | Jennifer Cecil                | 7/10/2003          | 1.4                         |
| Frustrado com o crescimento da popularidade de Lucas no colégio, Nathan procura o ponto fraco de Lucas. Como vingança, ele decide paquerar Haley, uma amiga de Lucas. Enquanto isso, Peyton fica furiosa com Lucas por fazer publicar seus desenhos no jornal local sem o seu conhecimento. |                                                                        |                       |                               |                    |                             |
| 4 | "A Colisão" "Crash Into You"                                           | David Carson          | Mark Perry                    | 14/10/2003         | 1.5                         |
| Haley convence Lucas a comparecer a uma festa na casa de praia de Nathan, esperando que se tornem mais amigos. Quando Lucas vê o bem estar que lhe é negado, ele resolve finalmente enfrentar a mãe para ficar sabendo porque ela deixa Dan ignorá-los. Enquanto isso, quando Deb Scott (Barbara Alyn Woods), mãe de Nathan, volta para casa e ao tentar lidar com a zanga do filho, apela para Karen à procura de conselho. |                                                                        |                       |                               |                    |                             |
| 5 | "O que Não se Pode Esquecer" "All That You Can't Leave Behind"         | David Carson          | Ann Hamilton and Mark Schwahn | 21/10/2003         | 1.4                         |
| Lucas pede a Keith que participem juntos do jogo anual de basquetebol "Pais e Filhos" e percebe que tem o melhor desempenho paterno, após Dan ter humilhado publicamente Nathan na quadra. Enquanto isso, Peyton passa por maus momentos lidando com o aniversário da morte de sua mãe, e encontra em Whitey um forte aliado. |                                                                        |                       |                               |                    |                             |
| 6 | "Toda Noite é Uma Outra História" "Everynight is the Another Story"    | Jason Moore           | Mike Kelley                   | 28/10/2003         | 1.2                         |
| Quando Whitey expulsa Lucas e Nathan do ônibus da equipe em razão de mal comportamento na quadra, os meio irmãos vêem-se abandonados a 30 milhas de casa. Eles encontram um bando de punks que os ameaça com um revolver. Machucada durante o jogo, Brooke necessita que Peyton a leve de carro para casa e, numa seqüência de acontecimentos inusitados, Peyton pede ajuda a Haley. Enquanto isso, Karen e Keith participam de uma rodada de negócios, e os ânimos ficam exaltados quando a mãe de Nathan, Deb está sentada à mesa com Dan. |                                                                        |                       |                               |                    |                             |
| 7 | "A Vida Numa Casa de Vidro" "Life In the Glass House"                  | Robert Duncan McNeill | Mike Kelley                   | 4/11/2003          | 1.4                         |
| A noite da comemoração anual de basquetebol de Dan e Deb faz aflorar velhas lembranças e novos sentimentos. Karen faz uma nova amizade, Keith enfrenta novamente Dan, e Lucas finalmente revela claramente a Peyton suas intenções românticas. Enquanto isso, Haley e Nathan tornam-se cada vez mais íntimos até que Brooke espalha uma fofoca maldosa que deixa Haley arrasada. |                                                                        |                       |                               |                    |                             |
| 8 | "A Procura de Algo Mais" "The Search For Something More"               | John T. Kretchmer     | Jennifer Cecil                | 11/11/2003         | 1.4                         |
| Esperando divertir-se, Brooke e Peyton vão a uma festa de faculdade, porém a situação se complica quando um dos rapazes, Milo (Mike Erwin), droga Peyton. Após Brooke pedir ajuda a Lucas, eles se unem para cuidar da adormecida Peyton, fazendo com que Lucas tenha um novo sentimento por Brooke. Enquanto isso, Haley dá uma nova chance a Nathan, e ambos combinam um primeiro encontro. |                                                                        |                       |                               |                    |                             |
| 9 | "De Braços Estirados" "With Arms Outstretched"                         | Byan Gordan           | Mark Schwahn                  | 18/11/2003         | 1.5                         |
| Após disputa com seu pai e Haley, Nathan rende-se à pressão e toma anfetaminas para melhorar seu desempenho no basquetebol. Entretanto, ele não está preparado para enfrentar a destruição do seu corpo e da sua família. Enquanto isso, Peyton pretende declarar seus sentimentos a Lucas, porém quando chega na casa dele, ela flagra-o com Brooke. |                                                                        |                       |                               |                    |                             |
| 10 | "Para Voltar é Preciso Ir" "You Gotta Go There To Come Back"           | Keith Samples         | Mike Kelley                   | 20/01/2004         | 1.7                         |
| Lucas e Peyton procuram redefinir sua amizade após Lucas escolher Brooke, sua melhor amiga. Dan convida Deb para um fim de semana relaxante, mas ela sugere que Dan dedique todo seu tempo a Nathan. Porém, o fim de semana em família entre Dan e Nathan termina abruptamente quando, após constantes críticas de Dan, Nathan revela ser viciado em drogas e repreende o pai. Lucas pede a Nathan para participar de um jogo de basquetebol noturno com seu time. |                                                                        |                       |                               |                    |                             |
| 11 | "Os Anos de Vida" "The Living Years"                                   | Thomas J. Wright      | Mark Perry                    | 27/01/2004         | 1.5                         |
| Incapaz de lidar com a pressão de Dan, Nathan abandona o time de basquetebol. Haley, mesmo temendo que Nathan não precise tanto agora de seu apoio emocional, confia cada vez mais nele. Enquanto isso, Brooke sente ciúmes da crescente amizade de Lucas e Peyton. |                                                                        |                       |                               |                    |                             |
| 12 | "Bofetada com Luva de Pelica" "Crash Course In Polite Conversations"   | Sandy Smolan          | Jessica Queller               | 3/02/2004          | 1.7                         |
| Quando Peyton recebe a assustadora notícia que seu pai está perdido em alto mar, ela e Lucas empreendem viagem durante a noite a Hilton Head, na Carolina do Sul, para identificar um corpo arrastado pela corrente até a praia. Dominada pela emoção, Peyton beija Lucas. Enquanto isso, uma visita inesperada dos pais de Dan, Royal (Gerald McRaney) e May (Tess Harper), agita a família Scott, ao serem revelados diversos segredos de família durante o jantar de aniversário de Dan. |                                                                        |                       |                               |                    |                             |
| 13 | "Momento de Reflexão" "Hanging by a Moment"                            | John Behring          | Mark Schwahn                  | 10/02/2004         | 1.6                         |
| A caminho do aeroporto para buscar Karen de sua viagem à Itália, Keith e Lucas sofrem um acidente de carro. Lucas fica inconsciente e correndo perigo de vida. Neste mesmo momento Dan, que está indo à casa de Deb para implorar que ela dê uma chance ao casamento, presencia o acidente e imediatamente presta socorro aos dois. No hospital, Dan reconhece que Lucas é seu filho para autorizar uma cirurgia de urgência. Enquanto isso, Peyton resolve contar à sua melhor amiga Brooke que beijou Lucas. |                                                                        |                       |                               |                    |                             |
| 14 | "Eu Acreditarei" "I Shall Belive"                                      | Greg Prange           | Jennifer Cecil                | 17/02/2004         | 1.9                         |
| Enquanto Lucas está internado no hospital e em coma, Karen conhece Brooke, e fica sabendo que Deb e Dan estão se divorciando. Peyton, ao ver o sofrimento da amiga pelo estado de saúde de Lucas, decide não contar sobre o ocorrido entre Peyton e Lucas. Karen fica estarrecida ao descobrir que Keith teria tomado bebida alcoólica enquanto dirigia na hora do acidente. Enquanto isso, Nathan tenta reconciliar-se com Haley após o rompimento. |                                                                        |                       |                               |                    |                             |
| 15 | "De Repente Tudo Mudou" "Sunddenly Everything Has Changed"             | David Carson          | Mark Perry                    | 24/02/2004         | 1.6                         |
| Após beirar a morte, Lucas decide reorganizar sua vida, a começar com a sua vida amorosa. Assim, termina com Brooke e retoma secretamente seu romance com Peyton. Entretanto, a verdade vem à tona quando, durante um encontro secreto com Peyton, sua saúde piora e ele é levado às pressas ao hospital. Enquanto isso, incapaz de pagar a hipoteca porque pagou a internação de Lucas no hospital, Keith põe à venda a sua empresa. |                                                                        |                       |                               |                    |                             |
| 16 | "O Primeiro Corte é o Mais Profundo" "The First Cut is the Deepest"    | Robert Duncan McNeill | Mike Kelley                   | 2/03/2004          | 1.7                         |
| Nathan deve escolher com qual dos pais morar após o divórcio de Dan e Deb. Dan obriga Nathan a tomar uma decisão ameaçando revelar os segredos mais sujos de Deb no tribunal a não ser que Nathan o escolha. Enquanto isso, Lucas conhece uma bela estrangeira que o faz questionar sua percepção da vida desde o acidente de carro. - A cantora Sheryl Crow, atua como ela mesma, e canta a música "The First Cut Is the Deepest" no Café de Karen. |                                                                        |                       |                               |                    |                             |
| 17 | "Espírito na Noite" "Spirit In the Night"                              | Duane Clatk           | Terrence Coli                 | 06/04/2004         | 1.5                         |
| O time põe o pé na estrada para Charlotte, Carolina do Norte, para participar do jogo de basquete e da competição anual entre torcidas, a qual a líder da equipe Brooke está decidida a vencer. Quando uma das colegas da equipe fica doente, Peyton pede para que Haley se junte à equipe na competição entre torcidas. Enquanto isso, após Whitey colocar Lucas e Nathan no mesmo quarto de hotel, os ânimos ficam alterados, e Haley se encontra envolvida. |                                                                        |                       |                               |                    |                             |
| 18 | "Desejar Coisas Impossíveis" "To Wish Impossible Things"               | Billy Dickson         | Mark Schwahn                  | 13/04/2004         | 2.0                         |
| Lucas, Nathan, seu colega de equipe Jake (Bryan Greenberg) e o resto dos jogadores de basquetebol da equipe Raven são leiloados para o maior arrematante no leilão anual beneficente "Boy Toy", e a noite revela algo surpreendente. Brooke que teve seu lance no leilão vencido, fica com o excêntrico Mouth (Lee Norris) proporcionando-lhe uma noite inesquecível. |                                                                        |                       |                               |                    |                             |
| 19 | "Como Pode Ter Certeza?" "How Can You Be Sure?"                        | Thomas J. Wright      | Karyn Usher                   | 20/04/2004         | 1.9                         |
| Lucas deve tomar uma drástica decisão a respeito de Brooke. Haley cogita fazer sexo com Nathan. Keith espera mais do seu relacionamento com Karen. E Dan procura fazer com que o foragido Nathan retorne para casa. |                                                                        |                       |                               |                    |                             |
| 20 | "O Que é e o Que Nunca Deveria Ser" "What is and What Should Never Be" | Perry Lang            | Edwaed Kitsis & Adam Horowitz | 27/04/2004         | 1.8                         |
| Enquanto Nathan procura um emprego após o horário escolar para pagar o aluguel, Haley promove uma festa em seu apartamento - mas ela entra em pânico quando a situação foge do controle. Após Brooke perceber que não tinha sido convidada para a festa, ela decide comparecer de qualquer jeito junto com sua nova amiga Nicki (Emmanuelle Vaugier). |                                                                        |                       |                               |                    |                             |
| 21 | "A Canção da Despedida"                                                | Davis Carson          | Jennifer Cecil & Mark Perry   | 04/05/2004         | 1.7                         |
| Lucas fica chocado ao saber que Dan pediu a Karen a custódia conjunta quando ele era bebê. Enquanto isso, Peyton entra em pânico após Nicki sequestrar, enquanto tomava conta, o bebê de Jake. |                                                                        |                       |                               |                    |                             |
| 22 (season finale) | "Os Jogos em que Somos as Peças" "The Game That Paly Us"               | Greg Prange           | Mark Schwahn                  | 11/05/2004         | 1.8                         |
| Lucas e Nathan agüentam as ofensas de Dan durante o treinamento para o desempate, forçando-os até o limite de um colapso emocional. Haley fica estarrecida com as ameaças de Dan, fazendo-a reconsiderar seu relacionamento com Nathan, os dois se casam e Haley dorme com Nathan. Enquanto isso, Whitey descobre que seu estado de saúde pode ser mais sério do que pensava, e Dan fica sabendo de um segredo chocante de Deb. |                                                                        |                       |                               |                    |                             |

### 2.ª temporada 2004–2005
| Episódio | Título                                                                             | Dirigido por     | Escrito por                    | Data de lançamento | Audiência Demo (18-49 anos) |
| --- | ---------------------------------------------------------------------------------- | ---------------- | ------------------------------ | ------------------ | --------------------------- |
| 1 | "O Desesperado Reino do Amor" "The Desperate Kingdom Of Love"                      | Greg Prange      | Mark Schwahn                   | 21/09/2004         | 2.1                         |
| Lucas e Keith decidem voltar para Tree Hill assim que ficam sabendo que Dan sofreu um infarto e ainda está no hospital. Deb descobre que Haley e Nathan se casaram e demonstra certa hostilidade. Enquanto isso, aborrecidos por Lucas ter partido sem se despedir, Peyton e Brooke tentam retomar a amizade. |                                                                                    |                  |                                |                    |                             |
| 2 | "A Verdade Não Faz Alarde" "The Truth Doesn’t Make A Noise"                        | Billy Dickson    | Mark Perry.                    | 28/9/2004          | 2.2                         |
| Com a ajuda de Peyton e Brooke, Lucas oferece uma festa de casamento para Nathan e Haley. Apesar de os pais de Haley, Jim e Lydia (Huey Lewis e Bess Armstrong, respectivamente) aceitarem a união do casal, Deb se mostra contrária ao casamento. Enquanto isso, o recente infarto sofrido por Dan faz com que ele tente retomar seu relacionamento com Deb e Lucas. |                                                                                    |                  |                                |                    |                             |
| 3 | "Uma Quase Noite de Loucuras" "Near Wild Heaven"                                   | Greg Prange      | James Stoteraux e Chad Fiveash | 5/10/2004          | 2.4                         |
| Apesar de Nathan e Haley já estarem casados, Tim (Brett Claywell) insiste em fazer uma despedida de solteiro para Nathan. Sendo assim, Brooke decide fazer uma despedida de solteira para Haley. Enquanto isso, Lucas está indeciso sobre visitar o pai no hospital. Karen decide voltar à escola. Nathan arruma um emprego e passa a trabalhar com Keith na empresa de Dan. |                                                                                    |                  |                                |                    |                             |
| 4 | "Nem Sempre Se Tem o que Se Quer" "You Can’t Always Get What You Want"             | Joanna Kerns     | Jennifer Cecil                 | 12/10/2004         | 2.1                         |
| O presunçoso vizinho de Brooke acaba ajudando a moça quando ela é detida por roubar objetos de uma loja. Nathan e Haley têm a primeira briga de casal. Tudo porque Nathan decidiu lhe dar um presente qualquer ao invés do carro que tanto desejava. Lucas tenta ajudar Dan a se recuperar. Seu apoio acaba sendo em vão. Peyton tem problemas em realizar o que havia planejado e é pressionada a experimentar cocaína. |                                                                                    |                  |                                |                    |                             |
| 5 | "Aceito o Desafio" "I Will Dare"                                                   | Thomas J. Wright | Mark Schwahn                   | 19/10/2004         | 2.0                         |
| Felix organiza uma festa do desafio para testar os limites de seus colegas de classe. Enquanto participa do jogo, Lucas conhece uma garota misteriosa chamada Anna. Com os olhos cheios de lágrimas, Peyton confessa a um padre que experimentou cocaína há pouco tempo. Keith fica surpreso ao ser paquerado por uma cliente, a bela Jules. Enquanto isso, Karen sai com seu jovem professor, Andy Hargrove. |                                                                                    |                  |                                |                    |                             |
| 6 | "Podemos Também Ser Estranhos" "We Might as Well Be Strangers"                     | Sandy Bookstaver | Terrence Coli                  | 26/10/2004         | 2.1                         |
| A festa de Felix deu inicio a novos relacionamentos. Lucas e Anna fazem um passeio romântico Anna enquanto Andy (Kieren Hutchison) surpreende Karen com um jantar. Keith decide cozinhar para Jules (Maria Menounos) em seu primeiro encontro. Brooke forma uma parceria com Felix e Peyton procura um número de abertura para seu bar. |                                                                                    |                  |                                |                    |                             |
| 7 | "Abrindo a Guarda" "Let the Reigns Go Loose"                                       | David Paymer     | R. Lee Fleming, Jr.            | 2/11/2004          | 2.1                         |
| A inauguração do clube de Karen, o TRIC, reúne a turma de Tree Hill. Lucas e Felix acabam discutindo por causa de Anna. O artista contratado para se apresentar na festa não aparece. Haley se dispõe a enfrentar o medo de subir ao palco a fim de salvar a inauguração da casa. Mouth (Lee Norris) cuida de Brookie enquanto ela está bêbada. Felix se intromete e tenta levar mérito pela situação. Keith e Jules percebem que o relacionamento que estão vivendo atingiu um outro nível. Dan conta para Karen que pegou Deb e Keith na cama. |                                                                                    |                  |                                |                    |                             |
| 8 | "Amarga, Amarga Verdade" "Truth, Bitter Truth"                                     | Billy Dickson    | Stacy Rukeyser                 | 9/11/2003          | 2.1                         |
| Brooke, Peyton, Haley e Anna passam a noite juntas no apartamento de Haley e acabam colocando os segredos para fora. Enquanto isso, a caminho de um jogo, Nathan diz a Lucas que está fazendo exames para detectar uma alteração genética que causou o infarto de Dan. Ele sugere que o irmão faça o mesmo. Depois de um desajeitado encontro com Keith e Julie, Karen e Andy passam a primeira noite juntos. |                                                                                    |                  |                                |                    |                             |
| 9 | "O Segredo É Continuar Respirando" "The Trick is to Keep Breathing""               | John Asher       | James Stoteraux e Chad Fiveash | 16/11/2004         | 2.0                         |
| Apesar de Lucas levar Anna ao baile da escola, ele acaba a noite na companhia de Brooke. Enquanto isso, o compromisso profissional de Haley com Chris (Tyler Hilton) faz com ela chegue atrasada ao baile, para desgosto do marido. Peyton luta contra o forte desejo de usar drogas novamente. |                                                                                    |                  |                                |                    |                             |
| 10 | "Não Me Leve a Sério" "Don't Take Me for Granted"                                  | Lev L. Spiro     | Mark Schwahn                   | 30/11/2004         | 2.0                         |
| Preocupado com a saúde do irmão, Nathan diz a Karen que Lucas não fez o exame de coração. Enquanto isso, Dan pede para Keith continuar na vice-presidência de sua empresa. Keith aceita o pedido. Peyton descobre que está sendo chamada de lésbica por algumas pessoas da escola. Isto acaba afetando sua amizade com Anna. As diferenças entre Nathan e Haley começam a ficar cada vez maiores. |                                                                                    |                  |                                |                    |                             |
| 11 | "O Coração Traz Você de Volta" "The Heart Brings You Back"                         | Thomas J. Wright | Mark Perry                     | 25/01/2005         | 1.8                         |
| Haley fica surpresa quando sua irmã mais velha, Taylor, vem pra cidade, mas não tão surpresa quanto Nathan, que reconhece ela de uma aventura no passado. Brooke e Felix decide se tornar namorados. Jake faz uma visita especial a Peyton e Anna conta um segredo a Lucas. |                                                                                    |                  |                                |                    |                             |
| 12 | "Entre a Ordem e a Desordem" "Between Order and Randomness"                        | Bethany Rooney   | Terrence Coli                  | 1/02/2005          | 2.0                         |
| Nathan fala com Haley na tentativa de limpar sua barra com relação ao antigo relacionamento com Taylor, embora Haley continue enviando emails pra Chris sem contar a Nathan. Keith pede Jules em casamento. Enquanto isso, Brooke luta em seu novo emprego por melhor condições. |                                                                                    |                  |                                |                    |                             |
| 13 | "Nesta História o Herói Morre" "The Hero Dies in This One"                         | Kevin Dowling    | Jennifer Cecil                 | 8/02/2005          | 2.0                         |
| Quando Michelle Branch e Jessica Harp da banda "The Wreckers" fazem sua apresentação no TRIC, Haley decide que deve perseguir sua careira musical. Enquanto isso, Lucas decide morar com Dan. Brooke concorre a presidente do conselho estudantil, mas logo percebe que o cargo é mais do que ela poderia querer. A amizade entre Peyton e Jake fica cada vez mais forte. |                                                                                    |                  |                                |                    |                             |
| 14 | "Coisas que Ninguém Sabe" "The Quiet Things That No One Ever Knows"                | Babu Subramaniam | R. Lee Fleming, Jr.            | 15/02/2005         | 1.9                         |
| Por seu casamento não estar dando certo, Nathan entra em uma crise emocional e se torna o "Nathan do mal" de antigamente. Karen continua a sofrer querendo entender porque Lucas escolheu morar com Dan. |                                                                                    |                  |                                |                    |                             |
| 15 | "Carta Fechada ao Mundo" "Unopened Letter to the World"                            | Greg Prange      | Mark Schwahn                   | 22/02/2005         | 2.0                         |
| Quando Tree Hill High decide fazer uma cápsula do tempo, o pessoal decide revelar seus maiores segredos em uma fita de video anônima. Os sentimentos de Peyton e Jake esquentam, enquanto Felix faz uma festa para Brooke em comemoração a seu novo cargo de presidente do corpo estudantil. Enquanto isso, no tribunal, Lucas escolhe ir morar com Dan e Deb. |                                                                                    |                  |                                |                    |                             |
| 16 | "Em Algum Lugar o Tempo Está Passando" "Somewhere a Clock is Ticking"              | Billy Dickson    | Stacy Rukeyser                 | 1/03/2005          | 1.7                         |
| É o dia do casamento de Keith e Jules e o evento vira a cidade de pernas pro ar. Brooke convida Lucas para ser seu acompanhante no casamento, Nathan toma uma importante decisão envolvendo seu casamento com Haley, e Jake e Peyton dão um grande passo em seu relacionamento. Enquanto isso, Karen e Andy descobrem o relacionamento secreto de Jules com Dan. |                                                                                    |                  |                                |                    |                             |
| 17 | "Algo que Eu Nunca Poderei Ter" "Something I Can Never Have"                       | Paul Johansson   | Mike Herro e David Strauss     | 19/04/2005         | 1.8                         |
| Keith fica violento com Dan quando descobre que Dan pagou Jules para se apaixonar por Keith. Anna entrega Felix as autoridades do colégio quando descobre que ele foi o responsável pelo vandalismo no armário de Peyton. Lucas e Brooke discutem uma possível mudança de Brooke. Enquanto isso, Nathan procura Haley na tentativa de conseguir trazê-la de volta pra casa. |                                                                                    |                  |                                |                    |                             |
| 18 | "A Estrada Solitária" "The Lonesome Road"                                          | Thomas J. Wright | John Norris                    | 26/04/2005         | 1.9                         |
| Quando está voltando pra casa depois de encontrar Haley, Nathan visita Taylor na esperança de encontrar alguma alegria e talvez algo mais. Enquanto isso, Anna recebe uma visita de sua ex-namorada e está decidida a contar a seus pais sobre sua sexualidade. Peyton e Jake continuam escondendo o bebê de Nikki. |                                                                                    |                  |                                |                    |                             |
| 19 | "Estou Bem Acordado, É Manhã" "I'm Wide Awake, It's Morning"                       | Thomas J. Wright | Mark Schwahn                   | 3/05/2005          | 1.8                         |
| Cooper, o tio de Nathan vem para cidade para levar Nathan e Lucas a uma corrida. Na pista, Nathan e Lucas são desafiados para correr em Daytona, mas as coisas fogem do controle quando Nathan perde o controle do carro e bate no muro. |                                                                                    |                  |                                |                    |                             |
| 20 | "A Colisão de uma Vida Inteira" "Lifetime Piling Up"                               | Les Butler       | Mark Perry                     | 10/05/2005         | 1.6                         |
| Enquanto está em coma depois do acidente, Nathan sonha em como seria sua vida se Dan ficasse com Karen e Lucas e não tivesse se casado com Deb. No seu mundo imaginário, Lucas teria muito dinheiro e status e Nathan seria aquele que se dá mal. Depois de acordar, Nathan liga para Haley e diz a ela que não quer mais que ela volte pra casa. |                                                                                    |                  |                                |                    |                             |
| 21 | "O que poderia ter sido" "What Could Have Been"                                    | Bethany Rooney   | Jennifer Cecil                 | 17/05/2005         | 1.8                         |
| Nathan vai pra casa com uma pilha de dividas. Lucas e Peyton decidem arrecadar fundos dando uma festa. Brooke quer ser mais que apenas amiga de Nathan, mas vários sinais dizem ela o contrário. Lucas quer ficar com Brooke também. |                                                                                    |                  |                                |                    |                             |
| 22 | "A Maré que Foi e Nunca Voltou (Parte 1)" "The Tide That Left and Never Came Back" | Thomas J. Wright | Mark Schwahn                   | 24/05/2005         | 1.6                         |
| As coisas esquentam entre Lucas e Brooke depois que eles vão a uma noitada em Nova York com Haley. Enquanto isso, Andy convida Karen para passar o verão na Nova Zelândia. |                                                                                    |                  |                                |                    |                             |
| 23 | "A Dança dos Licenciados (Parte 2)" "The Leavers Dance"                            | Greg Prange      | Mark Schwahn                   | 24/05/2005         | 1.6                         |
| Karen decide ir para Nova Zelândia. Ela tenta insistentemente ligar para Andy, mas não consegue. Karen vê Keith fora do seu Café e em seguida ele some quando um carro para em frente a ele. Brooke foi esquecida durante o verão. |                                                                                    |                  |                                |                    |                             |

### 3.ª temporada 2005–2006
| Episódio | Título | Dirigido por     | Escrito por                    | Data de lançamento | Audiência Demo (18-49 anos) |
| --- | --- | ---------------- | ------------------------------ | ------------------ | --------------------------- |
| 1 | "Procura-se Incendiário" "Like You Like An Arsonist" | Greg Prange      | Mark Schwahn                   | 05/10/2005         | 1.7                         |
| Lucas aguarda o retorno de Brooke para Tree Hill depois de um verão passado com Peyton, enquanto esta investiga a misteriosa mulher que alega ser sua mãe e Nathan tem de lidar com o reaparecimento de Haley, ao mesmo tempo com o incêndio na Scott Motors. O destino de Dan após o incêndio é revelado. | |                  |                                |                    |                             |
| 2 | "A partir da borda da profundidade do mar verde" "From The Edge Of The Deep Green Sea"                                                                                         | Kevin Dowling    | Mark Schwahn                   | 05/10/2005         | 1.4                         |
| Brooke organiza uma "Festa de Fim de Verão na Praia", mas logo descobre que ela é a única em um clima de festa. Nathan chega em casa do High Flyers para voltar com Haley.Peyton tenta entrar em acordo com as novas verdades sobre sua família, e Dan se lembra do que aconteceu na noite do incêndio em sua concessionária. | |                  |                                |                    |                             |
| 3 | "Primeiro Dia Em Um novo planeta" "First Day On A Brand New Planet" | Billy Dickson    | Terrence Coli                  | 19/10/2005         | 1.4                         |
| É o primeiro dia do 3.º ano e Nathan e Haley têm problemas de se ajustarem como colegas de classe. Lucas descobre um segredo perturbador sobre a mãe de Peyton. Enquanto isso, Dan descobre a verdade sobre o incêndio na sua concessionária. | |                  |                                |                    |                             |
| 4 | "Uma tentativa de ponta a escalas" "An Attempt To Tip The Scales" | Janice Cooke     | Stacy Rukeyser                 | 26/10/2005         | 1.6                         |
| Um baile de máscaras no Tric é a oportunidade perfeita para Haley reconquistar Nathan, e para Brooke seduzir Lucas. Enquanto a banda Fall Out Boy se apresenta na festa, Peyton tenta lidar com a sua nova mãe em sua vida. E Dan dá à Deb um ultimato, mas logo ele descobre que ela é uma oponente muito mais forte do que ele imaginava. | |                  |                                |                    |                             |
| 5 | "Uma Série de Casualidades" "A Multitude of Casualties'" | Thomas J. Wright | R. Lee Fleming, Jr             | 02/11/2005         | 1.4                         |
| Numa tradição de Tree Hill, os Ravens começam oficialmente os treinos de basquete — com resultados explosivos. O novo capitão do time, Nathan, bate de frente com Lucas sobre Haley. E a candidatura de Dan à prefeitura é abalada com o surgimento de um inesperado oponente. | |                  |                                |                    |                             |
| 6 | "Corações Trancados e Granadas De Mão" "Locked Hearts and hand Grenades" | Marita Grabiak   | James Stoteraux e Chad Fiveash | 09/11/2005         | 1.4                         |
| Numa tentativa de evitar que as líderes de torcida briguem pelos mesmos garotos, Brooke inicia um plano para encontrar um "Garoto Fantasia". Haley e Peyton discutem sobre Nathan, enquanto Lucas tem problemas em seguir o rígido treinamento do basquete. E quando as eleições se aproximam, o principal candidato Dan enfrenta seu novo oponente. | |                  |                                |                    |                             |
| 7 | "Champagne para os meus verdadeiros amigos e dor para os meus inimigos" "Champagne for My Real Friends, Real Pain for My Sham Friend"                                          | Paul Johansson   | Mark Schwahn                   | 16/11/2005         | 1.6                         |
| Brooke vai ao encontro duplo com um casal bem estranho. Mouth e Peyton saem juntos novamente. E Peyton se arrepende das coisas que disse para Ellie. Karen e Deb levam a campanha para prefeiro a um novo nível, para derrotarem Dan. Nathan fica com raiva quando Chris se aproxima de Haley. | |                  |                                |                    |                             |
| 8 | "O pior dia desde ontem" "The Worst Day Since Yestarday" | John Asher       | Mike Herro e David Strauss     | 30/11/2005         | 1.4                         |
| Enquanto a cidade se prepara para o primeiro jogo de basquete dos Ravens, Lucas teme que sua mente e seu coração ainda não estejam prontos. Nathan acusa Lucas de ser o ponto fraco do time. Peyton e Haley tentam apoiar Brooke num momento difícil. Quando a corrida eleitoral para a prefeitura fica mais apertada, Dan encontra uma maneira de manipular a campanha.                                                                                               | |                  |                                |                    |                             |
| 9 | "Como a sensação de real ressureição" "How a Resurrection Really Fells" | Greg Prange      | Mark Schwahn                   | 07/12/2005         | 1.5                         |
| Lucas revela que ele sabe quem tentou matar Dan. Brooke, Peyton e Haley acabam sendo presas. Chris Keller convence Nathan a ajudá-lo num jogo de pôquer com altas apostas. E os moradores de Tree Hill finalmente elegem seu novo prefeito. | |                  |                                |                    |                             |
| 10 | "Bravo, Novo Mundo" "Brave New World" | John Asher       | John A. Norris                 | 11/01/2006         | 1.5                         |
| Lucas e Brooke se entendem e na primeira manhã juntos, Lucas precisa sair para ajudar uma amiga, justo no dia em que o site das roupas de Brooke entra no ar e com milhões de pedidos, ela precisa da ajuda de suas líderes de torcida e acaba tratando todos muito mal por conta de sua incerteza em relação à Lucas. Peyton resolve visitar Ellie e descobrir mais sobre seu câncer e fazer uma proposta irrecusável. E Deb tem uma conversa muito séria com Nathan. | |                  |                                |                    |                             |
| 11 | "O futuro volta" "Return Of The Future" | Bethany Rooney   | Terrence Coli                  | 18/01/2006         | 1.1                         |
| Os Ravens perdem o segundo jogo seguido, então Whitey lhes dá um sermão. Peyton e Ellie procuram ajuda para o álbum e esperam poder contar com o Nada Surf no projeto. Dan e Haley aborrecem Nathan. Brooke planeja um romântico agradecimento para Lucas. | |                  |                                |                    |                             |
| 12 | "Eu tenho sonhos para recordar" "I’ve Got Dreams To Remember" | Stuart Gillard   | Mike Herro e David Strauss     | 25/01/2006         | 1.2                         |
| Quando os estudantes se reúnem com o conselheiro da escola para planejar seu futuro, Nathan e Haley percebem que querem entrar para universidades muito distantes uma da outra. Brooke descobre porque Rachel mandou seu portifólio para a Rogue Vogue. Ellie e Peyton terminam o álbum beneficente. | |                  |                                |                    |                             |
| 13 | "O vento que levou meu coração" "The Wind That Blew My Heart Away" | David Jackson    | Stacy Rukeyser                 | 01/02/2006         | 1.2                         |
| Uma violenta tempestade interrompe o fornecimento de energia em Tree Hill, fazendo com que Haley vá à casa de Nathan. Brooke resolve encarar o aguaceiro para conversar com Lucas. Peyton finalmente enfrenta a verdade sobre a doença de Ellie. Antes que amanheça, segredos são relevados, relações são testadas e o amor fica mais forte do que nunca. | |                  |                                |                    |                             |
| 14 | "Todas as festas de amanhã" "All Tomorrow’s Parties" | David Paymer     | Anna Lotto                     | 08/01/2006         | 1.3                         |
| Brooke é obrigada a amadurecer quando sua viagem para um desfile de moda em Nova York a impede de participar de um torneio de líderes de torcida. Nathan e Lucas são influenciados por seu pai e um velho amigo. Lutando contra ao câncer de sua mãe, Peyton sai com Rachel. Haley e Nathan usam a suíte do hotel para a lua-de-mel que nunca tiveram. | |                  |                                |                    |                             |
| 15 | "Apenas assista aos fogos" "Just Watch The Fireworks" | Billy Dickson    | James Stoteraux e Chad Fiveash | 15/02/2006         | 1.2                         |
| Lucas e Mouth têm que enfrentar alguém do passado na escola. Brooke precisa lidar com o fato de que nem só segredos foram expostos na escola. Dan perdoa Keith. Haley é obrigada a entender o homem que Nathan foi e o que ele se tornou. | |                  |                                |                    |                             |
| 16 | "Com olhos,corpos e mentes cansadas nós dormimos" "With Tired Eyes, Tired Minds, Tired Souls, We Slept"                                                                        | Greg Prange      | Mark Schwahn                   | 01/03/2006         | 1.4                         |
| Um dia normal se torna mortal quando um aluno deprimido leva uma arma à Tree Hill High. Enquanto vidas correm perigo, Nathan e Lucas se arriscam para proteger seus amigos e as pessoas que eles amam. Um personagem muito querido morre. | |                  |                                |                    |                             |
| 17 | "Quem vai sobreviver e o que restara dele?" "Who Will Survive, And What Will Be Left Of Them?"                                                                                 | John Asher       | Mark Schwahn                   | 29/03/2006         | 1.3                         |
| Tree Hill tenta lidar com o que aconteceu na escola. Não uma, mas duas mortes. Keith e Jimmy serão enterrados, mas a vida precisa continuar. Ao perceberem que a vida é curta demais, Nathan e Haley irão conversar sobre morarem juntos novamente. | |                  |                                |                    |                             |
| 18 | "Quando as coisas não são como deveriam ser" "When It Isn’t Like It Should Be"                                                                                                 | Paul Johansson   | R. Lee Fleming, Jr             | 05/04/2006         | 1.3                         |
| Rachel convida os amigos para passar o fim de semana na casa de verão de sua família. Um jogo chamado "Eu Nunca" faz com que as pessoas ajam de forma estranha e uma pequena questão entre Mouth e Rachel vem à tona. Karen confronta Dan sobre a morte de Keith. Participação especial de Pete (Fall Out Boy). | |                  |                                |                    |                             |
| 19 | "Eu dormi com um Fall Out Boy e tudo o que ganhei foi uma música idiota sobre mim" "I Slept With Someone In Fall Out Boy And All I Got Was This Stupid *Song Written About Me" | Moira Kelly      | William H. Brown               | 12/04/2006         | 1.2                         |
| Lucas luta para resolver se deve ou não jogar basquete depois da morte de Keith. Brooke obriga Rachel a lidar com um grave segredo. O casamento de Nathan e Haley é testado. Peyton resolve visitar Pete em Chicago, mas acaba encontrando alguém do passado. | |                  |                                |                    |                             |
| 20 | "Todos os Dias são Tardes de Domingo" "Everyday is a Sunday Evening" | Billy Dickson    | Mark Schwahn                   | 19/04/2006         | 1.1                         |
| É um fim de semana especial e, com Lucas deixado de lado, Nathan tem que ser firme contra um antigo rival que começa a demonstrar interesse em Haley. Brooke e Mouth bolam uma vingança contra Rachel. Peyton toma uma decisão importante. | |                  |                                |                    |                             |
| 21 | "Sob as colinas e até o fim" "Over the Hills and Far Away" | Thomas J. Wright | Mark Schwahn                   | 26/04/2006         | 1.2                         |
| Na noite do jantar de ensaio, Brooke briga com Haley sobre o vestido de casamento. Lucas e Karen voltam a Tree Hill e Peyton faz uma descoberta impressionante. | |                  |                                |                    |                             |
| 22 | "O show deve continuar" "The Show Must Go On" | Mark Schwahn     | Mark Schwahn                   | 03/05/2006         | 1.3                         |
| Na véspera de seu casamento, Nathan se preocupa com a segurança de Haley enquanto a amizade de Peyton e Brooke é testada. Deb conta a verdade para Dan. Karen precisa de Keith mais do que nunca. | |                  |                                |                    |                             |

### 4.ª temporada 2006–2007
| Episódio | Título                                                                                  | Dirigido por   | Escrito por                | Data de lançamento | Audiência Demo (18-49 anos) |
| --- | --------------------------------------------------------------------------------------- | -------------- | -------------------------- | ------------------ | --------------------------- |
| 1 | "O Mesmo Abismo Aquático Que Você" "The Same Deep Water As You"                         | Greg Prange    | Mark Schwahn               | 27/09/2006         | 1.7                         |
| No chocante episódio de estreia da nova temporada, finalmente é revelado o que aconteceu no acidente de carro após o casamento. Enquanto Haley é profundamente afetada pela tentativa de Nathan em resgatar seu tio Cooper e Rachel, Brooke confronta Lucas com seus verdadeiros sentimentos, e Peyton faz uma descoberta surpreendente. Pressionado pelo fato de que alguém talvez saiba que ele matou seu irmão, Dan agride Deb.                                                           |                                                                                         |                |                            |                    |                             |
| 2 | "Coisas Que Eu Esqueci Ao Nascer" "Thins I Forgot At Birth"                             | Greg Prange    | Mark Schwahn               | 04/10/2006         | 1.4                         |
| É seu aniversário de 18 anos, mas Brooke logo percebe que só tem Rachel para comemorar com ela. Enquanto isso, Nathan continua a lutar com as memórias do acidente e Dan continua a ser assombrado pele remoso de suas ações contra Keith. |                                                                                         |                |                            |                    |                             |
| 3 | "Boas Notícias Para Quem Ama Más Notícias" "Good News For People Who Love Bad News"     | John Asher     | Mike Herro e David Strauss | 11/10/2006         | 1.6                         |
| Peyton passa mais tempo conhecendo seu recém descoberto irmão, Derek. Enquanto isso Lucas desiste de seu amor por Brooke e Rachel tenta iniciar um romance com Nathan. |                                                                                         |                |                            |                    |                             |
| 4 | "Não Consigo Parar Isto Que Nós Começamos" "Can’t Stop This Thing We’ve Started"        | Bethany Rooney | Terrence Coli              | 18/10/2006         | 1.3                         |
| Rumores sugerem que Brooke esteja grávida, causando em Karen preocupação por suspeitar que o bebê talvez seja de Lucas. Enquanto isso, Rachel continua sua aproximação com Nathan quando ela confessa que viu Keith durante o acidente. |                                                                                         |                |                            |                    |                             |
| 5 | "Eu Te Amo, Mas Escolhi as Trevas" "I Love You But I've Chosen Darkness"                | Stuart Gillard | Mark Schwahn               | 25/10/2006         | 1.6                         |
| Nathan recebe duas surpresas de uma vez só, e todos estão ávidos para compartilhar a alegria com ele; Deb também compartilha algo que pegou; e Brooke resolve celebrar. |                                                                                         |                |                            |                    |                             |
| 6 | "Onde Você Dormiu a Noite Passada?" "Where Did You Sleep Last Night?"                   | Paul Johansson | William H. Brown           | 08/11/2006         | 1.6                         |
| Nathan tem problemas financeiros e se vê obrigado a pedir ajuda a Dan; Brooke descobre que o novo homem em sua vida é também seu novo professor de Inglês. |                                                                                         |                |                            |                    |                             |
| 7 | "Todas Aquelas Coisas Que Eu Fiz" "All These Things That I’ve Done"                     | David Jackson  | Adele Lim                  | 15/11/2006         | 1.3                         |
| Peyton volta para a escola. O estilo de Brooke faz sucesso em um evento local. Daunte deixa Nathan em uma situação complicada. Deb toma uma medida drástica em relação ao seu vício. |                                                                                         |                |                            |                    |                             |
| 8 | "Só Nos Resta Dizer Adeus" "Nothing Left To Say But Goodbye"                            | Janice Cooke   | John A. Norris             | 22/11/2006         | 1.0                         |
| Derek pede para Peyton dar uma chance a Lucas justamente quando Brooke tenta fazer as pazes com ele. Nathan tem mais problemas com Daunte. Rachel pede ajuda a Haley quando descobre que está indo mal nas aulas. |                                                                                         |                |                            |                    |                             |
| 9 | "Algo Que Você Doa" "Some You Give Away"                                                | Greg Prange    | Mark Schwahn               | 29/11/2006         | 1.8                         |
| O último jogo do Whitey se aproxima e os moradores de Tree Hill sentem a pressão da final do campeonato estadual. Enquanto isso Peyton declara seus sentimentos para Lucas; Haley descobre o sexo do bebê; Nathan e Lucas brigam por motivos pessoais e por conta dos objetivos da equipe; Karen demonstra a Deb um amor vigoroso; e Dan tenta fazer um acordo com Daunte. |                                                                                         |                |                            |                    |                             |
| 10 | "Canções Para Amar e Morrer" "Songs To Love And Die By"                                 | John Asher     | Mark Schwahn               | 06/12/2006         | 1.9                         |
| Após sofrer um ataque cardíaco, Lucas sonha que o espírito de Keith o visita e mostra o quanto uma pessoa pode afetar a vida das outras. Haley é vítima de um acidente e Dan ajuda Nathan. |                                                                                         |                |                            |                    |                             |
| 11 | "Tudo No Seu Devido Lugar" "Everything In It's Right Place"                             | Michael Lange  | Dawn Urbont                | 17/01/2007         | 1.0                         |
| Começam as consequências da série de infortúnios em Tree Hill. Lucas retoma sua rotina após o infarto e tenta reacender seu relacionamento com Peyton. As coisas são piores para Haley, principalmente quando descobre que Nathan teve mais envolvimento em seu acidente do que ela poderia imaginar. |                                                                                         |                |                            |                    |                             |
| 12 | "Resolução" "Resolve"                                                                   | Moira Kelly    | Michelle Furtney-Goodman   | 24/01/2007         | 1.0                         |
| Haley ainda sofre pelos ferimentos enquanto Skills e Mouth ajudam Nathan a trabalhar como stripper para levantar dinheiro para o baile de formatura. Brooke trai Rachel para ficar com um cara; Lucas e Peyton finalmente encontram a felicidade. |                                                                                         |                |                            |                    |                             |
| 13 | "Fotos De Você" "Pictures Of You"                                                       | Les Butler     | Mark Schwahn               | 07/02/2007         | 1.3                         |
| Um trabalho de escola revela os desejos e segredos mais íntimos de Lucas e dos alunos da Tree Hill High. Preocupado com seu futuro universitário, Skills recorre a Haley. Enquanto isso, Nathan lida com a tentativa de suicídio de Deb; Chase descobre que Brooke colou na prova de cálculo; e a nudez e as drogas fogem do controle nos corredores da escola. |                                                                                         |                |                            |                    |                             |
| 14 | "Canções Tristes Para Amores Sujos" "Sad Songs For Dirty Lovers"                        | Janice Cooke   | William H. Brown           | 14/02/2007         | 1.1                         |
| Haley confronta Brooke sobre a prova de cálculo roubada. Lucas e Peyton pensam em dar mais um passo em seu relacionamento à medida que Peyton e Brooke se aproximam. Na ausência de Deb, Nathan dá uma festa que traz à tona uma fita de vídeo contendo cenas apimentadas de seu passado. |                                                                                         |                |                            |                    |                             |
| 15 | "Jantar De Gala Em Noite De Ódio" "Prom Hight At Hater High"                            | Paul Johansson | Mike Herro e David Strauss | 21/02/2007         | 1.4                         |
| No dia do baile de formatura, todos em Tree Hil vivem as repercussões da festa de pré-formatura de Nathan. Hayley pede a Nathan uma lista de todas as suas ex-parceiras sexuais. Rachel é expulsa após assumir a culpa pelo roubo da prova com Brooke. Peyton diz a Lucas que deseja ignorar o baile completamente, mas ele se recusa a receber um não como resposta. Mouth e Brooke lidam com seus parceiros adolescentes no baile de formatura.                                            |                                                                                         |                |                            |                    |                             |
| 16 | "Você Chama de Loucura, Mas Eu Chamo de Amor" "You Call It Madness, But I Call It Love" | Tom Wright     | Terrence Coli              | 02/05/2007         | 1.3                         |
| Lucas descobre quem testemunhou o assassinato de seu tio, ocorrido um ano atrás. Enquanto isso, a decisão de Peyton de não ir ao baile de formatura tem consequências terríveis. Nathan e Haley prometem agir como adolescentes românticos durante o baile. Dan tenta ganhar a afeição de Karen, à medida em que a pessoa que testemunhou seu crime fica cada vez mais próxima dele. |                                                                                         |                |                            |                    |                             |
| 17 | "Isto Ficou Pior a Noite" "It Gets The Worst At Night"                                  | Greg Prange    | Mark Schwahn e Jim Lee     | 09/05/2007         | 1.4                         |
| Neste episódio, filmado em Honey Grove, no Texas, os adolescentes de Tree Hill partem em uma missão de resgate para salvar Mouth de sua imprudente viagem de carro com Rachel. Durante a jornada, Haley e Nathan têm uma segunda chance de aproveitar o baile de formatura, enquanto Lucas e Peyton dão mais um passo em seu relacionamento. Enquanto isso, Brooke diz a Haley que mentiu sobre o roubo da prova de cálculo e Nathan luta para superar a consequência de um erro do passado. |                                                                                         |                |                            |                    |                             |
| 18 | "O Seqüestro Encontrado" "The Runaway Found"                                            | David Jackson  | Mark Schwahn               | 16/05/2007         | 1.1                         |
| Nathan teme por seu futuro, à medida em que erros do passado voltam a assombrar Haley e ele próprio. Lucas ouve uma surpreendente confissão ao entrar em contato com a misteriosa testemunha do assassinato de seu tio. Brooke retoma sua amizade com Peyton após conhecer Chase (Stephen Colletti). |                                                                                         |                |                            |                    |                             |
| 19 | "As Cinzas Dos Sonhos Que Você Deixou Morrer" "Ashes Of Dreams You Let Die"             | Michael Lange  | John A. Norris             | 30/05/2007         | 0.9                         |
| Nathan e Haley se aproximam, apesar do recente escândalo.Brooke se pergunta se uma faísca pode ser reacendida com Chase. Peyton recebe uma oferta tentadora que acabaria por levá-la longe de Tree Hill. Mouth volta com Gigi, enquanto Lucas diz a Karen que Dan é um assassino, dando início a uma série explosiva de eventos. |                                                                                         |                |                            |                    |                             |
| 20 | "O Nascer E O Morrer Do Dia" "The Birth And Death Of The Day"                           | Greg Prange    | Mark Schwahn               | 06/06/2007         | 0.9                         |
| O dia da formatura chega em Tree Hill e alguns sonhos começam com o fim os outros. Haley se prepara para seu discurso de formatura e seu papel como uma jovem mãe, enquanto Nathan se prepara para a vida sem o basquete. Brooke faz uma confissão sincera que coloca seu futuro em risco. Lucas enfrenta Dan mas a vida de Karen fica ameaçada. |                                                                                         |                |                            |                    |                             |
| 21 | "De Repente Sinto Falta De Todo Mundo" "All Of A Sudden I Miss Everyone"                | Mark Schwahn   | Mark Schwahn               | 13/06/2007         | 1.0                         |
| Dan precisa encarar as conseqüências de sua decisão dura para assassinato de Keith e com Karen. A gravidez de Haley complica a vida de Nathan e dos formandos da Tree Hill High. Lucas luta com as suas opções de pós-ensino médio, e Peyton e Brooke se preparam para passar o verão juntas em Los Angeles. |                                                                                         |                |                            |                    |                             |

### 5.ª temporada 2008
| Episódio | Título | Dirigido por     | Escrito por                | Data de lançamento | Audiência Demo (18-49 anos) |
| --- | --- | ---------------- | -------------------------- | ------------------ | --------------------------- |
| 1 | "4 Anos, 6 Meses, 2 Dias (Parte 1)" "4 Years, 6 Months, 2 Days"                                                 | Greg Prange      | Mark Schwahn               | 08/01/2008         | 1.5                         |
| São quatro anos no futuro e o pessoal de Tree Hill já terminou a faculdade. Agora, suas vidas tomaram direções completamente diferentes. Lucas escreveu e publicou um livro, Brooke conseguiu sucesso na indústria da moda, Peyton está construindo uma carreira no ramo da música, e Nathan e Haley continuam criando James, que agora está mais velho. | |                  |                            |                    |                             |
| 2 | "Correndo Como Um Atleta (Parte 2)" "Racing Like A Pro"                                                         | Paul Johansson   | Mark Schwahn               | 08/01/2008         | 1.6                         |
| Haley tenta fazer com que Nathan entenda o que irá acontecer se ele não mudar de atitude. Lucas e Skills preparam James para competir em uma corrida de carro. Enquanto isso, Brooke enfrenta problemas na sua empresa e Peyton conhece a nova namorada de Lucas. Mouth consegue um emprego, que não dá muito certo. | |                  |                            |                    |                             |
| 3 | "Meu Caminho De Casa é Por Você" "My Way Home Is Through You"                                                   | David Jackson    | John A. Norris             | 15/01/2008         | 1.3                         |
| Agora que Peyton e Brooke estão de volta a Tree Hill, Lindsey está com medo de que as duas venham a ameaçar o seu relacionamento com Lucas. Enquanto isso, Nathan visita Dan na prisão (a sua primeira visita em quatro anos) e lhe dá uma foto de seu neto. Haley tenta convencer Quentin a voltar para a escola. Brooke abre sua loja na antiga cafeteria de Karen. Peyton entra na sua primeira banda. | |                  |                            |                    |                             |
| 4 | "Está Tudo Bem (Eu Estou Apenas Sangrando)" "It's Alright, Ma (I'm Only Bleeding)"                              | Janice Cooke     | Adele Lim                  | 22/01/2008         | 1.3                         |
| Peyton quer que Haley trabalhe com Jason na música dele, mas ele se recusa a isso. Mouth se envolve em um relacionamento com seu chefe e a diferença de idade é um fator a ser considerado. Com a proximidade da inauguração da cafeteria, Brooke enfrenta alguns problemas. Nathan tenta ajudar Quentin. | |                  |                            |                    |                             |
| 5 | "Eu Me Esqueci, De Lembrar, De Esquecer" "I Forgot, To Remember, To Forget"                                     | Liz Friedlander  | Terrence Coli              | 29/01/2008         | 1.3                         |
| Esse episódio é um flashback, que mostra as lembranças dos personagens. Lucas surpreende Peyton aparecendo em Los Angeles e os dois conversam. Ele pergunta algo para ela e recebe uma resposta surpreendente. Nathan fica explosivo, quando um cara lembra que ele roubava nos jogos de basquete da escola. | |                  |                            |                    |                             |
| 6 | "Não Sonhe, Está Acabado" "Don't Dream, It's Over"                                                              | Thomas J. Wright | Mark Schwahn               | 05/02/2008         | 1.3                         |
| Lucas confronta Peyton sobre o seu comportamento com Lindsey e Brooke deve confrontar Victoria por interferir na gravação de Peyton. Enquanto isso, Nathan começa a se aproximar de Carrie, Haley continua tendo dificuldades para lidar com Quentin, e Mouth deve escolher se fica do lado dos seus colegas de trabalho ou de Alice. | |                  |                            |                    |                             |
| 7 | "No Clube" "In Da Club"                                                                                         | Greg Prange      | Mike Herro e David Strauss | 12/02/2008         | 1.4                         |
| O Honorary Title toca no Tric e Mia também apresenta sua música lá. Carrie tenta se aproximar de Nathan. Brooke arranja um encontro às cegas para Mouth e Lindsey confronta Lucas em relação a Peyton. | |                  |                            |                    |                             |
| 8 | "Por Favor, Por Favor, Por Favor, Me Deixe Ter o Que Eu Quero" "Please, Please, Please, Let Me Get What I Want" | Paul Johansson   | Mike Daniels               | 19/02/2008         | 1.3                         |
| Brooke continua perseguindo Owen. Haley vê algo acontecer no escritório de Peyton. Quentin precisa mudar a sua abordagem negativa para poder ser bem sucedido na abertura da temporada de jogos. Mouth tenta ganhar Millicent de novo. | |                  |                            |                    |                             |
| 9 | "Por Hoje, Você Está Aqui Somente Para Saber" "For Tonight You're Only Here To Know"                            | Joe Davola       | Mark Schwahn               | 26/02/2008         | 1.4                         |
| Haley, Brooke, Peyton, Lindsey e Mia ficam trancados na biblioteca de Tree Hill High. Brooke tenta ficar ao lado de sua mãe. Lucas e Nathan têm dificuldades para falar aos seus amados sobre suas indiscrições. | |                  |                            |                    |                             |
| 10 | "Correndo Silenciosamente Para o Local" "Running To Stand Still"                                                | Clark Mathis     | William H. Brown           | 04/03/2008         | 1.4                         |
| Brooke encontra alguém do seu passado, enquanto está em uma viagem para Nova York com Owen. Nathan e Lucas vão ao julgamento de Dan, enquanto tentam proteger Jamie. Mia recebe uma oferta de uma gravadora grande. O casamento de Haley e Nathan está sob ameaça. | |                  |                            |                    |                             |
| 11 | "Você Irá Precisar De Alguém Ao Seu Lado" "You're Gonna Need Someone On Your Side"                              | Michael J. Leone | Zachary Haynes             | 11/03/2008         | 1.1                         |
| Na véspera da festa de casamento de Lucas e Lindsey, eles conspiram para salvar o casamento de Nathan e Haley. Brooke une Peyton com um antigo namorado. Rachel e Dan voltam a Tree Hill. | |                  |                            |                    |                             |
| 12 | "Cem" "Hundred"                                                                                                 | Les Butler       | Mark Schwahn               | 18/03/2008         | 1.4                         |
| No 100.º episódio da série, é o grande dia da festa de casamento de Lucas e Lindsey. Nathan tenta se reconciliar com Haley, sem sucesso. Peyton percebe que é sua última chance de conseguir o amor de sua vida, enquanto Lucas diz "eu aceito". Enquanto isso, Dan e Carrie têm planos obscuros. | |                  |                            |                    |                             |
| 13 | "Ecos, Slilêncio, Paciência e Graça" "Echoes, Silencie, Patience and Grace"                                     | Greg Prange      | Mark Schwahn               | 14/04/2008         | 1.4                         |
| Quatro semanas se passaram desde o fiasco do casamento e o seqüestro de Jamie e parece que todos precisam de uma boa terapia ou um ombro amigo. Nathan e Haley estão consertando seu casamento e optaram por consultar uma terapeuta que os motiva a melhorar e serem pessoas melhores. Lucas está passando um tempo com sua família e ouve os conselhos de Andy sobre Lindsey e resolve visitá-la. Peyton reencontra um velho amigo e Brooke estraga todas suas chances de conseguir adotar um bebê quando se expressa mal na entrevista com a assistente social, logo após sua conversa com Chase sobre Owen. | |                  |                            |                    |                             |
| 14 | "Para que você vai para casa" "What Do You Go Home To"                                                          | Liz Friedlander  | Mark Schwahn               | 21/04/2008         | 1.4                         |
| Brooke recebe uma ótima notícia e percebe que as coisas estão melhorando após ter despedido sua mãe. Enquanto isso, Nathan e Haley entrevistam novas babás para Jamie, mas a escolha fica cada vez mais difícil. Lucas continua sua tentativa de trazer Lindsey de volta e Dan ignora os avisos e tenta se aproximar de Nathan e Jamie. Após a consulta produtiva com a terapeuta, Haley começa a compor e procura Peyton para propor um acordo. Millie e Mouth passam para o próximo estágio em seu relacionamento quando Mouth a convida para morar com ele e os rapazes. Após muita procura, Haley contrata a babá perfeita para Jamie e Brooke vai ao aeroporto buscar seu bebê. | |                  |                            |                    |                             |
| 15 | "A vida é breve" "Life Is a Short"                                                                              | Paul Johansson   | Elisa Delson               | 28/04/2008         | 1.2                         |
| É o aniversário de Jamie e todos planejam uma festa de arromba. Lucas está nervoso com seu encontro com Lindsey na festa e precisa da ajuda de sua melhor amiga. Brooke está sofrendo para se adaptar ao papel de mãe temporária e Peyton tenta ajudar sem progressos. Millie também precisa descobrir como fazer para que os meninos a aceitem melhor na casa e após uma conversa com Skills, ela percebe que precisa se esforçar mais. Dan pede a Nathan a chance de ver seu neto para desejar feliz aniversário, mas Nathan continua irredutível mal sabendo ele que Dan tem uma notícia bombástica aguardando para explodir. Quando Brooke cai na real e percebe que é mais difícil do que pensava conciliar trabalho com maternidade, ela pede a ajuda de Lucas e ele fica mais do que feliz em ajudar, pois precisa de algo que o faça parar de pensar em Lindsey e em sua visita mais cedo. E Skills precisa achar em seu coração um jeito de se perdoar por ter se descuidado de Jamie no casamento. | |                  |                            |                    |                             |
| 16 | "Chorar não vai te ajudar agora" "Cryin' Won't Help You Now"                                                    | Greg Prange      | William H. Brown.          | 05/05/2008         | 1.1                         |
| Após a bombástica notícia de Dan sobre sua saúde, Nathan, Haley e Lucas precisam decidir o próximo passo em relação ao ex-prefeito. Haley está dividida se deixa ou não Jamie conhecer mais o Dan. Brooke continua tentando conciliar o bebê com o trabalho, contando com a ajuda de Lucas. Peyton visita Lindsey e tenta convencê-la a voltar para Lucas. Mouth recebe uma proposta de trabalho muito interessante. Dan pede perdão ao Nathan e uma chance de se reaproximar. Jamie, Skills, Nathan e Lucas planejam o futuro dos Ravens. | |                  |                            |                    |                             |
| 17 | "Odiar é mais seguro que amar" "Hate Is Safer Than Love"                                                        | Stuart Gillard   | Mark Schwahn               | 12/05/2008         | 1.2                         |
| É dia de jogo, e Q joga, mesmo machucado. Chega o dia da cirurgia de Angie, e Brooke demonstra muita preocupação. Nathan está empenhado em sua recuperação. Jamie descobre que Haley não entregou seu cartão ao Dan. Debby conhece alguém pela internet e tem uma grande surpresa ao conhece-lo pessoalmente. Haley sente saudades da época que fazia shows. Lucas recebe uma ligação no intervalo da partida que o deixa muito irritado, podendo estragar tudo. Dan descobre que existe esperança para seu coração. | |                  |                            |                    |                             |
| 18 | "O que vem depois da depressão" "What Comes After The Blues - Season Finale"                                    | Mark Schwahn     | Mark Schwahn               | 19/05/2008         | 1.6                         |
| Lucas está no fundo do poço após receber aquele telefonema constrangedor de Lindsey no dia do jogo. Nathan percebe que tem muito em comum com seu filho e com a ajuda de Jamie e Quentin, ele começa a se reerguer e conquistar sua vida de volta. Angie se recupera e precisa voltar para casa antes do programado, deixando Brooke devastada. Peyton recebe notícias surpreendentes de Mia. Quando Haley resolve tirar Lucas do buraco em que ele se meteu, ele vê esperança ao encontrar Lindsey por mais uma vez. Mouth decide sobre seu futuro em seu emprego atual. Peyton se declara mais uma vez para Lucas e ele toma uma decisão que poderá mudar tudo para sempre. E Dan precisará enfrentar a ironia de sua vida. | |                  |                            |                    |                             |

### 6.ª temporada: 2008–2009
| Episódio | Título | Dirigido por         | Escrito por                           | Data de lançamento | Audiência Demo (18-49 anos) |
| --- | --- | -------------------- | ------------------------------------- | ------------------ | --------------------------- |
| 1 | "Toque em mim e eu gritarei" "Touch Me I'm Going To Scream"                                                                     | Stuart Gillard       | Mark Schwahn                          | 01/09/2008         | 1.7                         |
| Finalmente Lucas escolhe a mulher que realmente ama. Carrie tortura Dan. Victoria quer roubar a empresa da Brooke. Mille decide ir para Omaha com Mouth. Skills continua se relacionando com Deb. Nathan anda determinado a encontrar o tal namorado secreto de sua mãe. Nathan sente dores nas costas ao treinar. | |                      |                                       |                    |                             |
| 2 | "Um Milhão de bilionésimos de um milissegundo na manhã do domingo" "One Million Billionth of a Millisecond on a Sunday Morning" | Greg Prange          | Mark Schwahn                          | 08/09/2008         | 1.7                         |
| Lucas e Peyton ainda aproveitam sua pré lua de mel. Brooke conta a Deb o ocorrido pedindo segredo. Quentin está se saindo bem nos estudos e nos treinos e cada vez mais achegado a Jamie, Nathan e Halley. Skills e Deb levam o relacionamento para outro nível. Dan continua sofrendo na mão de Carrie, mas ela ainda não sabe que ele tem um truque escondido na manga que poderá mudar todos os planos. Haley se emociona com Quentin ao perceber que ele tem talento, disciplina e muita motivação para ir longe. | |                      |                                       |                    |                             |
| 3 | "Receba a capa e Use-a Para Voar" "Get Cape Wear Cape Fly"                                                                      | Liz Friedlander      | Mark Schwahn                          | 15/09/2008         | 1.8                         |
| Após a tragédia com Quentin, os moradores de Tree Hill ficam profundamente afetados e precisam lidar com seus sentimentos da melhor maneira possível. Nathan e Haley encontram dificuldades ao tentar explicar para Jamie e os estudantes de Tree Hill High o que aconteceu. A mãe de Quentin, agradece a paciência e devoção ao seu filho que Lucas, Skills, Nathan e Haley tiveram. Skills e Deb atingem um novo patamar em seu relacionamento. Brooke aceita a ajuda de Haley e Nathan para dar a volta por cima. Dan ao tentar escapar das garras de Carrie, acaba descobrindo um segredo muito importante que o ajuda a entender a mente psicopata da babá, o que poderá ser um trunfo para ele no futuro próximo. | |                      |                                       |                    |                             |
| 4 | "Ponte sobre um problema" "Bridge Over Trouble"                                                                                 | Paul Johansson       | Terrence Coli                         | 22/09/2008         | 1.5                         |
| Os Ravens precisam voltar ao jogo, e o treinador Lucas faz uma homenagem a Quentin. Nathan não consegue perdoar sua mãe e Skills. Carrie continua planejando o sequestro de Jamie e a morte de Dan. Peyton conhece uma lenda do rock em seu estúdio e descobre coisas sobre o passado de Ellie. Brooke inicia terapia e toma uma séria decisão. | |                      |                                       |                    |                             |
| 5 | "Você cavou sua própria sepultura, agora deite sobre ela" "You've Dug Your Own Grave, Now Lie in It"                            | William H. Brown     | Mark Schwahn                          | 29/09/2008         | 1.9                         |
| Brooke, agora que não é mais dona de sua empresa, precisa descobrir qual será seu próximo passo. Nathan recebe um convite inesperado da NBA e parte para uma reunião. Lucas tem de ir encontrar Lindsey em NY para os preparativos do lançamento de seu livro. Enquanto isso, em Tree Hill, Haley recebe uma ligação perturbadora sobre o estado de saúde de Dan e ao contar para Deb, ela desconfia. O plano de Carrie entra em ação e Haley e Jamie estão em perigo já que Nathan está fora da cidade. | |                      |                                       |                    |                             |
| 6 | "Escolhendo meu único estilo de vida" "Choosing My Own Way Of Life"                                                             | John A. Norris       | Mark Schwahn                          | 13/10/2008         | 1.7                         |
| Lucas começa sua turne em Omaha e aproveita pra se encontrar com Mouth. Duas semanas após o ocorrido com Carrie, Haley volta ao trabalho e descobre algo sobre Sam. Brooke, com a ajuda de Millie começa a dar a volta por cima e retomar o controle de sua vida e decide então contar o que aconteceu para Peyton. Nathan recebe outra oferta interessante e decide sair para pesquisar com Skills. Peyton descobre verdades nada agradáveis dobre seu pai biológico. Enquanto isso, Dan tenta reatar com Deb. | |                      |                                       |                    |                             |
| 7 | "Brincando com a criança" "Messing With the Kid"                                                                                | Greg Prange          | Mike Herro & David Strauss            | 20/10/2008         | 1.9                         |
| Peyton, ao ler um artigo da revista B. Davis, começa a questionar seu estilo de vida com Lucas. Jamie briga na escola com menino que o importuna. Nathan tem uma ótima ideia para ajudar Jamie. Mouth consegue seu trabalho de volta e reencontra alguém do passado. Brooke tem tido dificuldade com Sam. Haley busca alegria na música novamente. | |                      |                                       |                    |                             |
| 8 | "Nossa vida não é um filme ou coisa parecida" "Our Life Is Not The Movie Or Maybe"                                              | Peter Kowalski       | Mark Schwahn                          | 27/10/2008         | 1.7                         |
| Lucas recebe uma oferta de transformar seu livro em filme por uma pessoa que sua noiva conhece muito bem. Peyton encontra seu irmão Derek e decide organizar um evento para as forças armadas. | |                      |                                       |                    |                             |
| 9 | "Compaixão pelo Demônio" ""Sympathy for the Devil""                                                                             | Bradley Walsh        | Michael Daniels                       | 03/11/2008         | 1.6                         |
| Nathan confronta um antigo rival; Brooke encara o passado; a decisão de Lucas de transformar seu livro em filme causa problemas. | |                      |                                       |                    |                             |
| 10 | "Mesmos os personagens de um conto de fadas teriam inveja" ""Even Fairy Tale Characters Would Be Jealous""                      | Janice Cooke         | Nikki Schiefelbein                    | 10/11/2008         | 1.6                         |
| Nathan luta com seu antigo eu sobre desistir de basquete para ser apenas um homem de família ou perseguir o seu sonho, como ele incentiva Haley para executar em um concerto para as forças armadas. Lucas acerta um soco no rosto de Julian, mas deve reconsiderar a colaborar no filme por já ter vendido os direitos. | |                      |                                       |                    |                             |
| 11 | "Nós três (Meu eco, minha sombra e eu" "We Three (My Echo,My Shadow And Me)"                                                    | Joe Davola           | Chad Michael Murray                   | 17/11/2008         | 1.3                         |
| Lucas está falando no telefone com Peyton no tempo presente, mas adormece e tem um sonho sobre um clube que possui em uma realidade alternativa. Haley é a cantora do clube e Dan é praticamente o seu dono. Nathan, um barman que logo irá para a guerra, Skills é um pianista, Brooke está desesperada por dinheiro e Peyton tem um relacionamento com Dan. | |                      |                                       |                    |                             |
| 12 | "Você só pode estar brincando" "You Have to Be Joking (Autopsy of the Devil's Brain)"                                           | Mark Schwahn         | Mark Schwahn                          | 24/11/2008         | 1.1                         |
| Brooke fica chocada ao descobrir que Samantha está em seu quarto com um cara chamado Jack. Julian pede a Brooke alguns figurinos para o filme. Peyton tenta fazer Mia se concentrar em seu novo álbum. Lucas fica animado quando viaja para Hollywood para conhecer o diretor do filme. Nathan tem a chance de participar de um teste para uma equipe profissional. Haley leva Jamie para o show de talentos de sua escola. Millicent enfrenta Mouth a respeito de Gigi. | |                      |                                       |                    |                             |
| 13 | "Coisas que uma Mãe Não Sabe" "Things a Mama Don't Know"                                                                        | Michael J. Leone     | Karin Gist                            | 05/01/2009         | 1.2                         |
| Peyton conta as novidades a Lucas, que descobre que Julian esteve escondendo outro segredo a respeito do filme. Enquanto procura Sam, Brooke é forçada a encarar seus sentimentos após o ataque que sofreu. Nathan luta para se adaptar ao ambiente profissional. | |                      |                                       |                    |                             |
| 14 | "Uma mão tem o controle da cena" "A Hand to Take Hold of the Scene"                                                             | Chad Michael Murray  | Mike Daniels                          | 12/01/2009         | 1.4                         |
| As notícias sobre Peyton se espalham em Tree Hill. Brooke fica devastada com a novidade, mas não pela razão esperada. Peyton e Lucas pensam em seu futuro e passam a tarde tomando conta de Jamie e Andre. Peyton aprova o relacionamento entre Brooke e Julian. | |                      |                                       |                    |                             |
| 15 | "Mudamos, esperamos" "We Change, We Wait"                                                                                       | Les Butler           | John Norris                           | 19/01/2009         | 1.3                         |
| Lucas e Julian tem dificuldade em encontrar o diretor ideal para o filme. Um presente de Lucas deixa Peyton confusa. Brooke luta contra complicações românticas. | |                      |                                       |                    |                             |
| 16 | "Roteiristas Azuis" "Screenwriter's Blues"                                                                                      | Bethany Joy Galeotti | Mike Herro & David Strauss            | 02/02/2009         | 1.3                         |
| Peyton se prepara para a chegada do bebê, mas Lucas está focado demais no filme para oferecer ajuda. Haley e Nathan enfrentam um dilema moral, e fazer a coisa certa pode significar uma demissão. Brooke fica frente a frente com seu passado. | |                      |                                       |                    |                             |
| 17 | "Você e eu e a garrafa somos três esta noite" "You and Me and the Bottle Makes Three Tonight"                                   | Greg Prange          | Terrence Coli                         | 16/03/2009         | 1.2                         |
| Os casais de Tree Hill enfrentam mais desafios: Peyton e Lucas recebem notícias chocantes a respeito da gravidez, o relacionamento de Brooke e Julian chega a uma encruzilhada, Mouth e Millie tentam se entender. Jamie passa noite com seus avós enquanto Nathan e Hailey celebram seu aniversário. | |                      |                                       |                    |                             |
| 18 | "Procurando uma forma de clareza" "Searching for a Former Clarity"                                                              | Joe Davola           | Mark Schwahn                          | 23/03/2009         | 1.2                         |
| Quando as decisões dos produtores colocam o filme em risco, Lucas e Julian lutam para salvá-lo, mas o esforço pode ser em vão. Jamie descobre as traições de Dan. Sam é presa por roubo. | |                      |                                       |                    |                             |
| 19 | "Deixo-a Ir" "Letting Go" | Paul Johansson       | David Handelman                       | 30/03/2009         | 1.3                         |
| Lucas leva Nathan e Jamie a uma lugar de seu passado. Mouth e Skills vão viajar. Brooke tem uma decisão importante a tomar. Sam e Jack lutam para reconquistar o emprego de Hailey. Peyton se prepara para o futuro. | |                      |                                       |                    |                             |
| 20 | "Iria por Você" "I Would for You"                                                                                               | Peter B. Kowalski    | Chris "CARM" Armstrong & Bryan Gracia | 20/04/2009         | 1.2                         |
| Lucas luta para manter a calma quando a gravidez de Peyton fica complicada. Nathan e Haley não concordam quanto a decisão de tiar Jamie da escola. Victoria tenta convencer Brooke a voltar ao mercado de trabalho. Mouth continua tentando se acertar com Millie. | |                      |                                       |                    |                             |
| 21 | "Um Beijo pode construir um Sonho" "A Kiss to Build a Dream On"                                                                 | Erica Dunton         | Karin Gist                            | 27/04/2009         | 1.1                         |
| Nathan e Haley encaram seus sonhos quando ele questiona sua ambição de jogar na NBA e ela recebe uma oferta de Nick Lachey. Brooke descobre algo que pode mudar a vida de Sam para sempre. Jamie vai ao seu primeiro baile. Lucas e Peyton vão viajar. | |                      |                                       |                    |                             |
| 22 | "Mostre-me Como é Viver" "Show Me How to Live"                                                                                  | James Lafferty       | William H. Brown                      | 04/05/2009         | 1.1                         |
| Lucas se aproxima de Jamie enquanto trabalha no carro de Peyton. Sam se conecta a Victoria. Brooke e Haley organizam o chá de bebê de Peyton. As ambições de Nathan estão mais próximas do que nunca quando ele descobre que um olheiro da NBA vai estar presente em seu próximo jogo. | |                      |                                       |                    |                             |
| 23 | "Sempre e quase Sempre" "Forever and Almost Always"                                                                             | Greg Prange          | Mark Schwahn                          | 11/05/2009         | 1.1                         |
| O dia do casamento de Lucas e Peyton finalmente chega, trazendo alguns convidados inesperados. Haley desempenha uma função inesperada na cerimônia. Skills e Brooke tentam controlar Jamie e Nick. Nathan continua a ter esperanças de entrar na NBA. | |                      |                                       |                    |                             |
| 24 | "Lembre-se de mim em um dia demanhã" "Remember Me As Time of Day"                                                               | Mark Schwahn         | Mark Schwahn                          | 18/05/2009         | 1.3                         |
| Lucas e Peyton se preparam para o nascimento de seu bebê com a ajuda de um visitante inesperado. Dan se aproxima do fim. Brooke trabalha com Victoria para relançar a Clothers Over Bro's. Nathan volta a Tree Hill para encarar Haley e Jamie depois de ser liberado pelos Chiefs. | |                      |                                       |                    |                             |

### 7.ª temporada 2009–2010
| Episódio | Título | Dirigido por         | Escrito por                        | Data de lançamento | Audiência Demo (18-49 anos) |
| --- | --- | -------------------- | ---------------------------------- | ------------------ | --------------------------- |
| 1 | "4h30m (Aparentemente eles estavam viajando pelo exterior)" 4h30 (Aparently They Were Traveling Abroad)"                   | Clark Mathis         | Mark Schwahn                       | 14/10/2009         | 1.2                         |
| Um ano depois, e novos rostos estão chegando a Tree Hill. Nathan recebe uma acusação chocante que pode ameaçar sua carreira, para o descontentamento de seu agente Clay . Brooke se prepara para lançar uma nova linha de moda, e Julian decide produzir um grande filme. A irmã de Haley , Quinn faz uma visita surpresa. Enquanto isso, Jamie celebra seu 7.º aniversário.                                                                                   | |                      |                                    |                    |                             |
| 2 | "O que você está disposto a perder?" What Are You Willing to Lose"                                                         | Les Butler           | Mark Schwahn                       | 21/10/2009         | 1.1                         |
| Enquanto no processo de gravar seu novo disco, Haley luta para proteger a Red Bedroom Records com a ajuda de Mia. Brooke escolhe o novo rosto de sua marca de roupas, e Clay defende Nathan contra um escândalo que surge. Julian e Brooke decidem morar juntos. Enquanto isso, Dan revela sua nova noiva. | |                      |                                    |                    |                             |
| 3 | "Segure minha mão enquanto estou abaixado" Hold My Hand as I'm Lowered"                                                    | Liz Friedlander      | Mark Schwahn                       | 28/10/2009         | 1.1                         |
| Clay e Nathan discordam sobre como lidar com um escândalo que só piora, e Haley começa a se perguntar se as acusações de Renee possuem mérito. Quinn e Brooke organizam uma sessão de fotos, e Mouth leva o jogo a outro nível na sua batalha com Skills. Enquanto isso, Alex faz a Julian uma proposta interessante. | |                      |                                    |                    |                             |
| 4 | "Acredite em mim, estou mentindo" Believe Me, I'm Lying"                                                                   | Les Butler           | Mark Schwahn                       | 21/10/2009         | 1.1                         |
| O escândalo de Nathan vai a público. O desfile de Brooke traz uma responsabilidade inesperada para Millicen, e Haley convence Quinn a falar com seu marido afastado, David. Enquanto isso, Mouth toma uma decisão que pode ameaçar sua carreira. | |                      |                                    |                    |                             |
| 5 | "Seu coração traidor" Your Cheatin' Heart"                                                                                 | Peter B. Kowalski    | Mark Schwahn                       | 12/10/2009         | 1.2                         |
| Haley é jogada sob os refletores e turbulência do escândalo crescente de Nathan . Contra seu melhor julgamento, Brooke permite que Julian continue a trabalhar com Alex . Millicent consegue um novo emprego, o que pode causar problemas para Mouth. Enquanto isso, Clay e Quinn ficam mais próximos. | |                      |                                    |                    |                             |
| 6 | "Profundo oceano, grande maré?" Deep Ocean Vast Sea"                                                                       | Janice Cooke         | Mike Daniels                       | 19/10/2009         | 1.0                         |
| Haley considera a ideia de agir com as próprias mãos enquanto o escândalo de Nathan ameaça seu contrato. Julian dá a Alex outra chance, e Brooke se reconecta com Chase. Millicent se questiona se tem o que é preciso para ser uma modelo. Enquanto isso, Clay conta a Quinn um grande segredo. | |                      |                                    |                    |                             |
| 7 | "Eu e Amo e Você?" I and Love and You"                                                                                     | James Lafferty       | Mark Schwahn                       | 26/10/2009         | 1.3                         |
| Dan traz Renee para o seu programa de TV, deixando Nathan e Haley sem força para impedi-lo de revelar a verdade sobre a gravidez de Renee para o mundo. Quinn examina o que deu errado com David, e Sara e Clay discutem o passado. Enquanto isso, Brooke tem uma franca conversa com Julian sobre os verdadeiros desejos de cada um. | |                      |                                    |                    |                             |
| 8 | "Morto em seus braços" I Just Died in Your Arms"                                                                           | Michael J. Leone     | Terrence Coli                      | 02/11/2009         | 1.1                         |
| Julian concorda em participar de um final de semana num acampamento, mas tem dificuldades de se ajustar a Nathan e os outros rapazes. Em Tree Hill, Brooke e Haley têm uma “Noite de Garotas” para passar algum tempo juntas, e Quinn ajuda Clay a conversar sobre sua perda trágica. Enquanto isso, o passado de Dan e Rachel chega ao encontro deles. | |                      |                                    |                    |                             |
| 9 | "Agora você aponta seus olhos ao sol" Now You Lift Your Eyes To The Sun"                                                   | Sophia Bush          | Karen Gist                         | 09/11/2009         | 1.3                         |
| Haley volta para os palcos e Brooke recebe algumas notícias que podem mudar a sua vida. Enquanto isso, Dan Scott retorna à Tree Hill para tentar se aproximar de Nathan, que está prestes a conseguir um contrato com a NBA, com a ajuda de Clay. | |                      |                                    |                    |                             |
| 10 | "Você é um maratonista e eu sou um pai de filho?" You Are A Runner And I Am My Father's Son"                               | Paul Johansson       | Mark Schwahn                       | 16/11/2009         | 1.2                         |
| Nathan chega ao ponto de romper com Clay, o que causa uma tensão entre Haley e Quinn. Brooke conversa com Julian sobre as preocupações entorno do relacionamento dele com Alex. Enquanto isso, Skills busca uma carreira em LA e os problemas de Millicent com as drogas começar a tomar maiores proporções. | |                      |                                    |                    |                             |
| 11 | "Você não sabe que eu te amo, sabe?" You Know I Love You Don't You"                                                        | Greg Prange          | William H. Brown                   | 30/11/2009         | 1.1                         |
| A carreira de Nathan e Haley traz questões de grande decisão para a família, e Julian diz um segredo para Alex, o que acaba por trazer uma briga com Brooke . Enquano isso, Clay tenta ressuscitar a carreira como agente, e Jamie descobre a verdade sobre o novo trabalho de Skills. E Millie recém-saída da cadeia encontra apoio (estranho) em Victoria.                                                                                                   | |                      |                                    |                    |                             |
| 12 | "Algumas estradas não levam a lugar algum" Some Roads Lead Nowhere"                                                        | Mark Schwahn         | Mark Schwahn                       | 07/12/2009         | 1.2                         |
| Enquanto Nathan e Haley se preparam para a mudança da família para Barcelona, Brooke luta para aceitar a reação de Julian para com a situação de crise de Alex. Quinn ajuda Clay a traçar um plano paga conseguir Nathan como cliente novamente. Enquanto isso, a queda em espiral de Millie coloca a relação dela com Mouth numa encruzilhada, e o pronunciamento de Dan Scott choca Rachel, bem como a audiência do programa. Após isso Dan deixa Tree Hill. | |                      |                                    |                    |                             |
| 13 | "Semanas passam como dias" Weeks Go By Like Days"                                                                          | Joe Davola           | Karin Gist                         | 18/01/2010         | 1.1                         |
| A família Scott se junta à Haley em sua turnê, enquanto Brooke e Julian se reencontram depois de 6 semanas separados. Clay e Quinn tentam descobrir como seguir em frente depois da declaração pública de amor feita por Clay. Uma Alex pós-reabilitação tenta fazer as pazes com ela mesma e com as pessoas que ela chateou. | |                      |                                    |                    |                             |
| 14 | "Caso de família" Family Affair"                                                                                           | Paul Johansson       | Mike Herro e David Strauss         | 25/01/2010         | 1.1                         |
| Nathan tenta manter Haley calma, depois que Taylor aparece na casa da família Scott com o ex-marido de Quinn como acompanhante. Julian se une à Alex para filmar o filme, e Brooke conta com Alexander para amenizar o sofrimento amoroso. Enquanto isso, Clay tem uma chance de provar seu compromisso com Quinn ajudando-a a preparar um jantar com a outra irmã James e David.                                                                              | |                      |                                    |                    |                             |
| 15 | "Você não vai me esquecer?" Don't You Forget About Me"                                                                     | Les Butler           | Terrence Coli                      | 01/02/2010         | 1.0                         |
| Num ambiente de dança anos 80 na escola, o aniversário de Haley é esquecido, Jamie é deixado sozinho em casa, e Nathan e Clay estão há 200 milhas de Tree Hill. Enquanto isso, a aparição de Brooke com Alexander no baile força Julian a reviver sua adolescência em um episódio dedicado a memória de John Hughes. | |                      |                                    |                    |                             |
| 16 | "Minha participação é ruim, mas minhas intenções são boas" My Attendance is Bad But My Intentions Are Good"                | Jessica Landaw       | Nikki Schiefelbein                 | 08/02/2010         | 1.1                         |
| Brooke e Julian tentam encontrar um equilíbrio entre suas vidas pessoais e profissionais assim que a filmagem do filme inicia. Nathan e Haley recebem uma visita surpresa, e Clay á suporte a Quinn assim que ela recebe notícias inesperadas. Alex mostra seu ponto de vista a Alexander , e Millicent tenta lutar contra a tentação. | |                      |                                    |                    |                             |
| 17 | "No meio de tudo" At the Bottom Of Everything"                                                                             | Bethany Joy Galeotti | John A. Norris                     | 15/02/2010         | 0.9                         |
| Nathan tenta ajudar Haley e Jamie a confrontar a aparente situação incontornável de Lydia , enquanto Brooke e Julian analisam o seu relacionamento volátil durante as filmagens agitadas do filme. Enquanto isso, Clay e Quinn passam algum tempo separados, e Miranda tenta provar a Grubbs que ela é a pessoa certa para produzir o seu álbum. | |                      |                                    |                    |                             |
| 18 | "O último dia do desprezo" The Last Day of Our Acquaintance"                                                               | Joe Davola           | Mike Daniels                       | 22/02/2010         | 1.1                         |
| Enquanto Brooke lida ferozmente com o encontro entre Alex e Julian, as condições de Lydia pioram, alertando Quinn e Haley a tentarem se reencontrar com Taylor. Clay é forçado a lidar com alguns assuntos de Katie, enquanto Nathan ajuda Jamie a aceitar a morte iminente de Lydia. | |                      |                                    |                    |                             |
| 19 | "Toda foto conta uma história" Every Picture Tells a Story"                                                                | Chad Graves          | William H. Brown                   | 26/04/2010         | 1.1                         |
| Na abertura da galeria grande de Quinn, um hóspede não convidado emboscada Clay. Nathan passa o dia com Jamie, enquanto Haley luta com a vida após a morte de sua mãe. Brooke e Julian, cada um recebe uma surpresa chocante. Enquanto isso, Skills descobre a verdade sobre Lauren e Mouth | |                      |                                    |                    |                             |
| 20 | "Aprendendo a voar" Learning to Fall""                                                                                     | Greg Prange          | Shaina Fewell and Renee Intlekofer | 03/05/2010         | 1.0                         |
| Nathan e Haley lutam com as consequências da morte da mãe dela, enquanto Brooke lida com as consequências do encontro de Alexandre com Victoria. Alex descobre um segredo sobre seu protagonista, Josh, que pode inviabilizar o filme de Julian. E Clay é confrontado por uma Katie desequilibrada. | |                      |                                    |                    |                             |
| 21 | "O que está no chão pertence a você" What's In The Ground Belongs To You"                                                  | Peter Kowalski       | Mark Schwahn                       | 10/05/2010         | 1.1                         |
| Nathan se esforça para ajudar uma Haley cada vez mais deprimida, enquanto Quinn leva Jamie em uma caça ao tesouro em Tree Hill. Julian mostra seu filme acabado a Brooke e Clay é forçado a lidar com uma Katie demente. | |                      |                                    |                    |                             |
| 22 | "Quase tudo que eu queria te dizer na última vez que nos vimos" Almost Everything I Wish I’d Said The Last Time I Saw You" | Mark Schwahn         | Mark Schwahn                       | 17/05/2010         | 1.0                         |
| Haley tenta superar a sua depressão se juntando a Nathan, Jamie e ao resto do grupo de Tree Hill em uma viagem a Utah para a estreia do filme de Julian. | |                      |                                    |                    |                             |

### 8.ª temporada 2010–2011
| Episódio | Título                                                                                  | Dirigido por         | Escrito por                      | Data de Lançamento | Audiência Demo (18-49 anos) |
| --- | --------------------------------------------------------------------------------------- | -------------------- | -------------------------------- | ------------------ | --------------------------- |
| 1 | "Dormindo na porta do céu" Asleep at Heaven's Gate"                                     | Mark Schwahn         | Mark Schwahn                     | 14/09/2010         | 1.1                         |
| Após serem baleados por Katie Ryan, Clay e Quinn lutam por suas vidas enquanto têm uma 'experiência fora do corpo'. Haley e Nathan se preparam para contar a Jamie sobre a gravidez. Brooke é presa depois da descoberta que Victoria e Millicent falsificaram lucros e mentiram para investidores para fundar a linha masculina "Clothes 4 Bros". Chase e Alex trabalham juntos no bar. |                                                                                         |                      |                                  |                    |                             |
| 2 | "Posso te ver, mas sei que você não está ali" I Can't See You, But I Know You're There" | Joe Davola           | Mark Schwahn                     | 21/09/2010         | 0.9                         |
| Alex se torna um sucesso como bartender, Mia se abre com Chase. Julian e Jamie formam um vínculo enquanto Clay e Quinn estão em coma no hospital. Haley luta com o que aconteceu enquanto Nathan decide ficar em Tree Hill um pouco mais para ajudá-la com a tragédia. Brooke lida com publicidade e tenta encontrar um jeito de se manter fora da cadeia. |                                                                                         |                      |                                  |                    |                             |
| 3 | "O espaço entre um e outro" The Space In Between"                                       | Greg Prange          | Mark Schwahn                     | 28/09/2010         | 1.0                         |
| Clay sobrevive devido a um transplante de rim de Will, um homem em uma posição semelhante, entre a vida e a morte. Brooke lida com a imprensa e as péssimas notícias de que ela possa ir para a prisão por causa dos atos de Victoria e Millicent. |                                                                                         |                      |                                  |                    |                             |
| 4 | "Caem todos nós We All Fall Down" We All Fall Down"                                     | Peter B. Kowalski    | William H. Brown                 | 5/10/2010          | 1.0                         |
| Brooke e Nathan tomam grandes decisões relativas à suas carreiras. Brooke vende toda sua companhia para pagar os investidores enquanto Nathan decide ficar definitivamente em Tree Hill, por causa de seu problema nas costas. Quinn lida com a própria recuperação enquanto quer estar ao lado de Clay. |                                                                                         |                      |                                  |                    |                             |
| 5 | "Ninguém nos disse pra parar" Nobody Taught Us to Quit"                                 | James Lafferty       | Mark Schwahn                     | 12/10/2010         | 0.9                         |
| Victoria renega Brooke depois de saber que ela está vendendo a companhia. Enquanto isso, Clay deixa o hospital e volta a viver na casa da praia com Quinn. Nathan se oferece para ajudar Clay com seu negócio até ele melhorar e continuar a ajudar seus clientes. Julian começa um novo projeto, um documentário inspirado por Nathan e suas decisões profissionais. |                                                                                         |                      |                                  |                    |                             |
| 6 | "Sem medo" Not Afraid"                                                                  | Sophia Bush          | John Norris                      | 19/10/2010         | 1.0                         |
| É Halloween em Tree Hill, e a mãe de Julian, Sylvia, chega na cidade para ajudar a planejar o casamento de Brooke e Julian. Mais tarde ela tenta tomar conta de tudo. Quinn sofre com o fato de viver na casa da praia. Chase desconta suas frustrações em Mia. Mouth define alguns limites em seu relacionamento com Millie. Haley continua a ajudar uma mulher irlandesa na linha telefônica em que trabalha, mais tarde, reconhece a voz da mulher como Erin, uma cantora que cantou na noite do karaokê, no TRIC. |                                                                                         |                      |                                  |                    |                             |
| 7 | "Sorte de ser uma dama'" "Luck Be a Lady"                                               | Les Butler           | David Strauss & Mike Herro       | 2/11/2010          | 1.0                         |
| Com seu casamento se aproximando, Brooke tenta se acertar com Sylvia, enquanto Julian procura por seu padrinho na noite de poker. Nathan encontra dificuldade em seu novo trabalho, enquanto Haley não tem êxito em achar Erin. Skills retorna para a cidade com um novo amigo, um manequim com a cara de Lucas. |                                                                                         |                      |                                  |                    |                             |
| 8 | "Boca cheia de diamantes" Mouthful Of Diamonds"                                         | Michael J. Leone     | Mark Schwahn                     | 9/11/2010          | 0.8                         |
| A carreira de Nathan como agente dá um grande passo quando ele visita Atlanta, enquanto isso, Haley consola Jamie a respeito de seu novo aparelho. O drama entre Brooke e Sylvia finalmente se resolve e Chase toma uma decisão sobre Mia e Alex. |                                                                                         |                      |                                  |                    |                             |
| 9 | "Entre o inferno crescente e a paz incrível" Between Raising Hell And Amazing Grace"    | Bethany Joy Galeotti | Nikki Schiefelbein               | 16/11/2010         | 0.9                         |
| É dia de Ação de Graças em Tree Hill. Brooke decide que está na hora de tentar cozinhar o jantar, mas as coisas não vão exatamente como planejado. Todo mundo acaba indo até a casa de Haley para jantar, onde Mia e Alex brigam por causa de Chase. |                                                                                         |                      |                                  |                    |                             |
| 10 | "Listas, planos" Lists, Plans"                                                          | Joe Davola           | Johnny Richardson                | 30/11/2010         | 0.9                         |
| Julian tenta fazer Brooke completar uma lista de sonhos que Millicent fez para ela quando ela ainda tinha sua companhia. Haley arranja um concerto no TRIC com Kid Cudi, no qual Erin é o show de abertura. Mia e Alex fazem uma competição amigável de "celebridades como bartenders", para ver quem tem mais fãs em Tree Hill. Nathan começa uma aula de negócios na universidade para completar seus créditos, assim ele poderá se tornar um agente com Clay. Enquanto isso, Quinn visita Dan para pedir sua ajuda para matar Katie, mas decide na volta pra casa que não é uma boa ideia e joga sua arma no rio. Katie volta para Tree Hill.   |                                                                                         |                      |                                  |                    |                             |
| 11 | "Escuridão na divisa da cidade" Darnkess On The Edge Of Town"                           | Mark Schwahn         | Mark Schwahn                     | 7/12/2010          | 1.0                         |
| Um furacão atinge Tree Hill e Katie volta para terminar o que começou com Quinn. Brooke e Julian brigam sobre se mudar para Los Angeles, o que irrita Brooke, fazendo-a sair dirigindo na tempestade. Chegando na ponte ela encontra o carro de Lauren acidentado com Jamie, Chuck e Madison presos dentro. Brooke ajuda Chuck, Madison e Lauren e os manda buscar ajuda, enquanto se apressa para salvar Jamie. Julian os encontra bem na hora que um veículo passa correndo e derruba o carro dentro do lago. Julian mergulha atrás deles, conseguindo salvá-los. Após muito sufoco, Quinn consegue se livrar de Katie, acertando-a com um tiro. |                                                                                         |                      |                                  |                    |                             |
| 12 | "As bebidas que bebemos noite passada" The Drinks We Drank Last Night"                  | Chad Graves          | Shaina Fewell                    | 25/01/2011         | 0.9                         |
| Depois de uma noite louca pela cidade para sua despedida de solteira, Brooke e as garotas tentam descobrir o que aconteceu na noite anterior, para poder enfrentar o dia seguinte. |                                                                                         |                      |                                  |                    |                             |
| 13 | "A outra parte de mim" The Other Half Of Me"                                            | Greg Prange          | John A. Norris                   | 01/02/2011         | 1.2                         |
| O casamento de Brooke e Julian finalmente chegou. Alex e Quinn começam a passar mais tempo juntas, enquanto compartilham suas expêriencias passadas de quase morte. Haley conta a Jamie que ele vai ter uma irmãzinha. Millie se aproxima de Mouth, devido ao casamento. |                                                                                         |                      |                                  |                    |                             |
| 14 | "Torcendo por um heroi" Holding Out For A Hero"                                         | Peter B. Kowalski    | Mike Herro & David Strauss       | 08/02/2011         | 0.7                         |
| Haley, Brooke, e Quinn se tornam super-heroínas por um dia para usar seus talentos para o bem maior. Julian aceita um trabalho como diretor e ajuda Mouth, Chase se torna mentor de Chuck e Alex revela seu talento secreto com a música. |                                                                                         |                      |                                  |                    |                             |
| 15 | "O dia dos namorados acabou" Valentine's Day Is Over"                                   | Paul Johansson       | Mark Schwahn                     | 15/02/2011         | 0.8                         |
| Jogos sexuais, segredos e cadarços de tênis. Tudo vale enquanto os casais de Tree Hill celebram o Dia dos Namorados. |                                                                                         |                      |                                  |                    |                             |
| 16 | "Acho que eu vou gostar daqui" I Think I'm Gonna Like It Here"                          | Steven Goldfried     | Rachel Specter & Audrey Wauchope | 22/02/2011         | 0.9                         |
| Enquanto as garotas planejam um chá de bebê surpresa para Haley, os garotos participam dos testes para o time de baseball de Jamie. Enquanto isso, Brooke e Julian tentam adotar um bebê. Mouth prepara Millicent para seu primeiro dia de trabalho. |                                                                                         |                      |                                  |                    |                             |
| 17 | "O smoker você bebe, do jogador você ganha" The Smoker You Drink, The Player You Get"   | Les Butler           | Mark Schwahn                     | 01/03/2011         | 0.7                         |
| Conforme a data do parto de Haley se aproxima, ela começa a preparar seus amigos e família para ter certeza de que estarão prontos quando o bebê chegar. Julian e Brooke se preparam para sua adoção, e Chuck procura Chase para ajudá-lo com um problema. |                                                                                         |                      |                                  |                    |                             |
| 18 | "Pequenas vozes mudas" Quiet Little Voices"                                             | Austin Nichols       | Mark Schwahn                     | 19/04/2011         | 0.7                         |
| Haley dá a luz ao segundo filho dela e de Natan, e eles refletem sobre os seus anos juntos. |                                                                                         |                      |                                  |                    |                             |
| 19 | "Onde não olhar para a Liberdade" ""Where Not to Look for Freedom""                     | Joe Davola           | Mark Schwahn                     | 26/04/2011         | 0.7                         |
| Brooke tem a oportunidade de retornar à empresa que fundou. Em outro lugar, Natan trabalha para expor as ações do Dr. Kellerman, Quinn supervisiona um concerto no Tric e Haley passa o tempo com seu bebê. |                                                                                         |                      |                                  |                    |                             |
| 20 | "O homem que navegou ao redor de sua alma" ""The Man Who Sailed Around His Soul""       | Mark Schwahn         | Mark Schwahn                     | 03/05/2011         | 0.6                         |
| A situação do acidente de carro vem à cabeça de Nathan, Julian, Clay e do treinador Jamie no primeiro jogo da liga. Chase pede para Alex fazer um teste de drogas. Quinn recebe uma oferta de trabalho fotográfico em Porto Rico. |                                                                                         |                      |                                  |                    |                             |
| 21 | "Não Voe Mouth" ""Flightless Bird, American Mouth""                                     | Greg Prange          | Mark Schwahn                     | 10/05/2011         | 0.6                         |
| As garotas tiram férias em Porto Rico enquanto os rapazes escolhem um lugar pouco convencional para acampar: Rivercourt. |                                                                                         |                      |                                  |                    |                             |
| 22 | "Esta é minha Casa, Esta é minha Casa" This Is My House, This Is My Home"               | Mark Schwahn         | Mark Schwahn                     | 17/05/2011         | 0.7                         |
| Haley e Brooke se preparam para operar o velho café de Karen. Enquanto isso, Nathan e Clay procuram por novos clientes. Chase abandona a força aérea. Mouth e Millicente começam seu novo show matinal. |                                                                                         |                      |                                  |                    |                             |

### 9.ª temporada 2012
| Episódio | Título                                                                            | Dirigido por      | Escrito por                | Data de Lançamento | Audiência Demo (18-49 anos) |
| --- | --------------------------------------------------------------------------------- | ----------------- | -------------------------- | ------------------ | --------------------------- |
| 1 | "Saiba, nós avisamos" Know This, We've Noticed"                                   | Mark Schwahn      | Mark Schwahn               | 11/01/2012         | 0.9                         |
| Com os bebês, Brooke e Julian enfrentam intermináveis noites sem dormir. Haley volta a trabalhar como garçonete no Karen's Café ao lado de Brooke, além de comandar, também, a Red Bedroom Records. Ela contrata um novo administrador para a gravadora chamado Harry Johnsson, que usava um nome falso. Na verdade, é Chris Keller, que está de volta a cidade. Ele produz uma música para Alex, que fica revoltada pela grosseria do sujeito. Nathan está viajando, e mantém contato com Haley apenas por telefone. No dia do batizado dos filhos de Brooke, Jude e Davis, Victoria tira sarro da filha, que tem esperanças do pai dar as caras como padrinho. Eles dão início à cerimônia sem, mas, Robert Theodore Davis faz sua primeira apariação em Tree Hill desde a primeira temporada. Após a celebração, Dan aparece na igreja e fala com Haley sobre um incêndio misterioso em sua lanchonete. Pede auxílio para ela, que o deixa ficar em sua casa. Nathan volta de viagem e vê o pai segurando a filha, Lydia. |                                                                                   |                   |                            |                    |                             |
| 2 | "No quarto onde você dormiu" In The Room Where You Sleep"                         | Joe Davola        | Mark Schwahn               | 18/01/2012         | 0.7                         |
| Brooke discute a sua nova aventura nos negócios com seu pai, enquanto Julia fica estressado com seu investimento na quadra de gravações. Quinn convence Clay a buscar ajuda, enquanto Millicent fica receosa em ser ou não honesta com Mouth em relação ao seu peso. Enquanto isso, Chase pede a Alex para se mudar para sua casa, na Tric, enquanto Chris Keller faz uma oferta à Alex para sair em turnê. Nathan volta à Europa para o recrutamento de atletas deixando Dan com Haley, Jamie e Lydia. |                                                                                   |                   |                            |                    |                             |
| 3 | "Amo o jeito que você mente" Love The Way You Lie"                                | Paul Johansson    | Lenn K. Rosenfeld          | 25/01/2012         | 0.7                         |
| Após Alex sair em turnê, Chris sente pena de Chase e tenta animá-lo. Haley enfrenta problemas quando o chefe do Karen's Cafe resolve deixar o emprego para trabalhar no café rival. Clay levanta desconfianças em Quinn, deixando a moça achar que ele está a traindo. Enquanto isso, Millicent humilha Mouth acidentalmente ao vivo no programa dos dois, Mouth & Millie In The Morning. Brooke tenta ajudar o pai a arrecadar fundos para sua linha de roupas, Baker Man. Julian se destrai com a proposta de uma compra do seu estúdio de gravações, esquecendo os filhos dentro do carro, na rua. |                                                                                   |                   |                            |                    |                             |
| 4 | "Você não quer compartilhar a culpa?" Don't You Wanna Share The Guilt?"           | Les Butler        | Nikki Schiefelbein         | 01/02/2012         | 0.7                         |
| Clay e Quinn brigam quando ela resolve se envolver nos problemas do namorado. Julian lida com a culpa de ter deixado os bebês no carro. Mouth aceita cuidar da sua saúde, mas come escondido quando Millicent dorme. Enquanto isso, um café do outro lado da rua abre e a dona irrita Brooke e Haley. |                                                                                   |                   |                            |                    |                             |
| 5 | "A lua morta" The Killing Moon"                                                   | Greg Prange       | Shaina Fewell              | 08/02/2012         | 0.7                         |
| Nathan parece ter sumido no caminho de volta para casa. Haley procura o marido e acredita que Dan tenha algo a ver com o sumiço do filho. Tara, dona do café, dá uma flor infestada de baratas à Brooke, como uma prova de amizade. Ela está disposta a destruir o café de Tara após receber outros "ataques" como este. Chase continua se sentindo culpado em relação ao adeus à Alex, porém, dorme com Tara - Sem saber que ela é a nova namorada de Chris Keller. Clay entra para a clínica de reabilitação e Quinn passa seus dias cuidando de Jamie e Lydia enquanto Haley está fora de casa. |                                                                                   |                   |                            |                    |                             |
| 6 | "Catástrofe e cura" Catastrophe & The Cure"                                       | James Lafferty    | Roger Grant                | 15/02/2012         | 0.8                         |
| Dan pede ajuda à Julian para a caçada em busca de Nathan. Mouth põe Clay a parte de tudo que está acontecendo com o sumiço de Nathan, enquanto Haley explica o mesmo ao filho, Jamie. Brooke pensa em como trazer de volta os clientes para o Karen's Cafe. Chris Keller briga com Chase ao descobrir de Tara. |                                                                                   |                   |                            |                    |                             |
| 7 | "Últimos ambientes conhecidos" Last Know Surroundings"                            | Austin Nichols    | Mark Schwahn               | 22/02/2012         | 0.8                         |
| Haley pede a ajuda de Lucas,que volta a Tree Hill para achar Nathan. Brooke fica cara a cara com Xavier (convidado especial Devin McGee). Juliain descobre uma evidência que ajuda Dan em sua busca por Nathan. Clay faz amizade com outro paciente. |                                                                                   |                   |                            |                    |                             |
| 8 | "Uma partida de sangue à cabeça" A Rush of Blood to the Head"                     | Greg Prange       | Johnny Richardson          | 01/03/2012         | 0.7                         |
| Haley recebe a notícia de uma possível tragédia. Dan revisita seu feio passado durante sua busca por Nathan. Enquanto isso, Clay encontra sucesso no tratamento. Brooke e Julian encontram Xavier. Chase fica preocupado com as montagens de Chuck. |                                                                                   |                   |                            |                    |                             |
| 9 | "Cada murmúrio é uma explosão" Every Breath Is A Bomb"                            | Peter B. Kowalski | Ian Biggins                | 08/03/2012         | 0.7                         |
| Brooke e Julian priorizam a segurança de sua família. Enquanto isso, Mouth atinge uma encruzilhada graças a Skills. Chase paga o preço por se colocar acima de Chuck. Clay e Logan conseguem resolver as coisas. |                                                                                   |                   |                            |                    |                             |
| 10 | "A loucura nunca irá morrer, mas você vai" Hardcore Will Never Die, But You Will" | Mark Schwahn      | Mark Schwahn               | 15/03/2012         | 0.7                         |
| Dan, Julian e Chris se unem para tentar salvar Nathan. Em outros lugares, Brooke encara problemas de montagem com Xavier. Clay e Quinn dão um passo atrás e revisitam seu passado. |                                                                                   |                   |                            |                    |                             |
| 11 | "Danny, Danny" Danny Boy"                                                         | Joe Davola        | Mike Herro & David Strauss | 22/03/2012         | 0.8                         |
| A busca por Nathan torna-se cada vez mais perigosa, Dan arrisca sua vida após tomar um tiro por Nathan. Dan descobre que está em leito de morte e que deve se despedir de sua família. Brooke é surpreendida quando seu pai retorna a Tree Hill. Clay e Quinn entram em contato com Logan. Depois de mais de 11 anos pedindo perdão pela morte de Keifh, Nathan, Haley, Jamie e Deb e até mesmo Keifh perdoam Dan que após isso parte junto com seu irmão depois de não conseguir sobreviver o tiro que salvou Nathan. |                                                                                   |                   |                            |                    |                             |
| 12 | "Qualquer um que teve um coração" Anyone Who Had A Heart"                         | Sophia Bush       | Brian L. Ridings           | 29/03/2012         | 0.7                         |
| Após o enterro de Dan,Nathan e Jamie partem em uma viagem de Pai e filho para lembrarem o quão Dan foi importante na vida dele. Haley é anfitriã no festival anual de barcos, enquanto Mouth e Millie alteram seu programa matinal. Enquanto isso , Brooke liga com a deslealdade de seu pai. Julian tenta reviver uma antiga ideia. Clay e Quinn se preparam para passar mais tempo com Logan. |                                                                                   |                   |                            |                    |                             |
| 13 | "One Tree Hill" One Tree Hill"                                                    | Mark Schwahn      | Mark Schwahn               | 04/04/2012         | 0.8                         |
| O 10.ª aniversário de Tric é comemorado, e alguns antigos moradores de Tree Hill retornam para as festividades e para relembrar o passado. |                                                                                   |                   |                            |                    |                             |